# Эйфелева башня
Э́йфелева ба́шня (фр. tour Eiffel, МФА: [tu.ʁ‿ɛ.fɛl]) — металлическая башня в центре Парижа, самая узнаваемая его архитектурная достопримечательность. Названа в честь главного конструктора Гюстава Эйфеля; сам Эйфель называл её просто «300-метровая башня» (tour de 300 mètres).
Башня, впоследствии ставшая символом Парижа, строилась с 1887-го по 1889 год и первоначально задумывалась как временное сооружение, служившее входной аркой парижской Всемирной выставки 1889 года.
Эйфелеву башню называют самой посещаемой платной и самой фотографируемой достопримечательностью мира.

## История

### Выбор и подготовка проекта

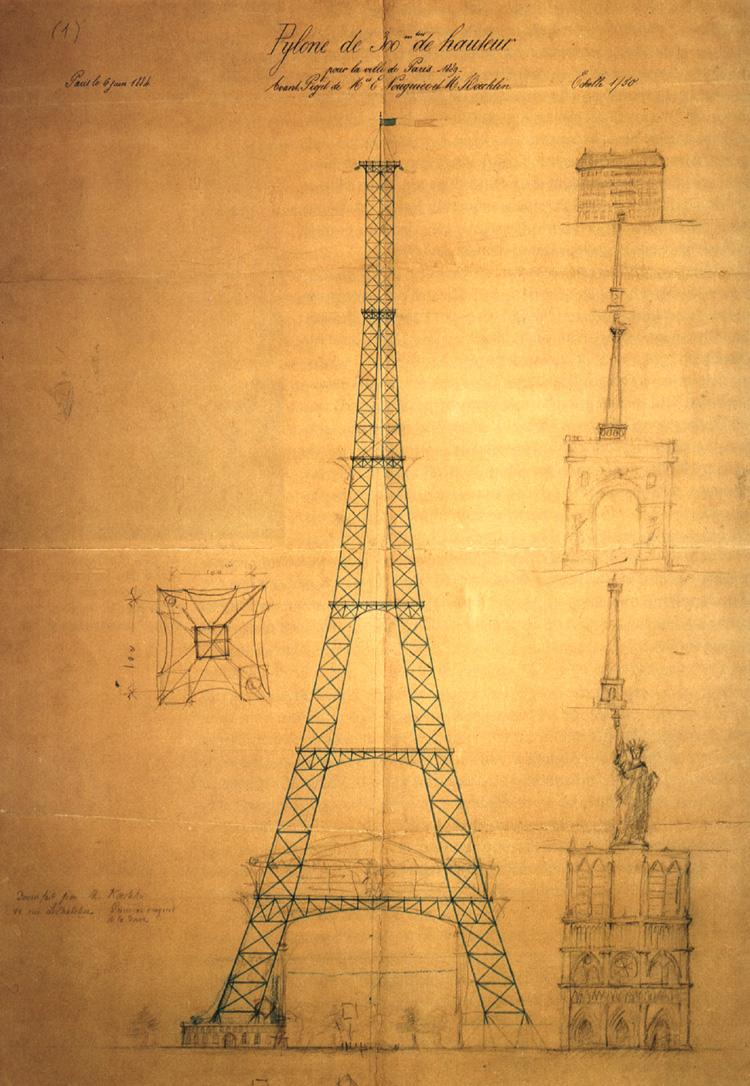
Первоначальный эскиз башни Мориса Кёшлена, 1884 год

Всемирная выставка 1889 года проходила в Париже и была приурочена к столетнему юбилею Великой французской революции. Парижская городская администрация обратилась к известным французским инженерам с предложением принять участие в архитектурном конкурсе. На таком конкурсе следовало создать сооружение, зримо демонстрирующее инженерные и технологические достижения страны.
В том числе такое предложение пришло и в инженерное бюро Гюстава Эйфеля. У самого Эйфеля готовой идеи не было, но, порывшись в отложенных проектах, он нашёл эскиз высотной башни, который сделал его сотрудник Мори́с Кёшле́н (или Кёхлен в немецком варианте произношения). В доработке проекта затем принял участие другой сотрудник, Эми́ль Нугье́. Чертежи 300-метровой железной башни были предложены на конкурс. Предварительно 18 сентября 1884 года Гюстав Эйфель получает совместный со своими сотрудниками патент на проект, а впоследствии выкупает у них же исключительное право.
Общефранцузский конкурс архитектурных и инженерных проектов, которые должны были определить архитектурный облик будущей Всемирной выставки, стартовал 1 мая 1886 года. В конкурсе приняли участие 107 претендентов, большинство из которых в той или иной степени повторяло проект башни, предложенный Эйфелем. На рассмотрении были также различные экстравагантные идеи, среди которых, например, гигантская гильотина, которая должна была напоминать о Великой французской революции. Другим предложением была каменная башня, но расчёты и опыт прошлого показали, что очень тяжело было бы соорудить каменную постройку, которая была бы ещё выше 169-метрового Вашингтонского монумента, сооружение которого стоило огромных усилий США за несколько лет до этого.
Проект Эйфеля становится одним из четырёх победителей, и тогда инженер вносит в него окончательные изменения, находя компромисс между первоначальной чисто инженерной схемой конструкции и декоративным вариантом. В конце концов комитет останавливается на плане Эйфеля. Завоевав первую премию конкурса, Эйфель с энтузиазмом воскликнул: «Франция будет единственной страной, располагающей 300-метровым флагштоком!»
Изначальный проект Нугье и Кёшлена был слишком «сухим» в эстетическом плане и не отвечал требованиям, выдвигаемым к сооружениям Всемирной Парижской выставки, архитектура которых должна была быть более изысканной. Чтобы башня более отвечала вкусам требовательной парижской публики, архитектору Стефану Совестру было поручено поработать над её художественным обликом. Он предложил обшить цокольные опоры башни камнем, связать её опоры и площадку первого этажа с помощью величественных арок, которые стали бы одновременно главным входом на выставку, разместить на этажах башни просторные застеклённые залы, придать верхушке башни округлую форму и использовать разнообразные декоративные элементы для её украшения.
В январе 1887 года Эйфель, государство и муниципалитет Парижа подписали договор, согласно которому Эйфелю предоставлялась в личное пользование эксплуатационная аренда башни сроком на 25 лет, а также предусматривалась выплата денежной субсидии в размере 1,5 млн золотых франков, составившую 25 % всех расходов на строительство башни. 31 декабря 1888 года с целью привлечения недостающих средств создаётся акционерное общество с уставным фондом 5 млн франков. Половина этой суммы — средства, внесённые тремя банками, вторая половина — личные средства самого Эйфеля.
Итоговый бюджет строительства составил 7,8 млн франков. Башня окупилась за период работы выставки, а её последующая эксплуатация оказалась весьма доходным бизнесом.

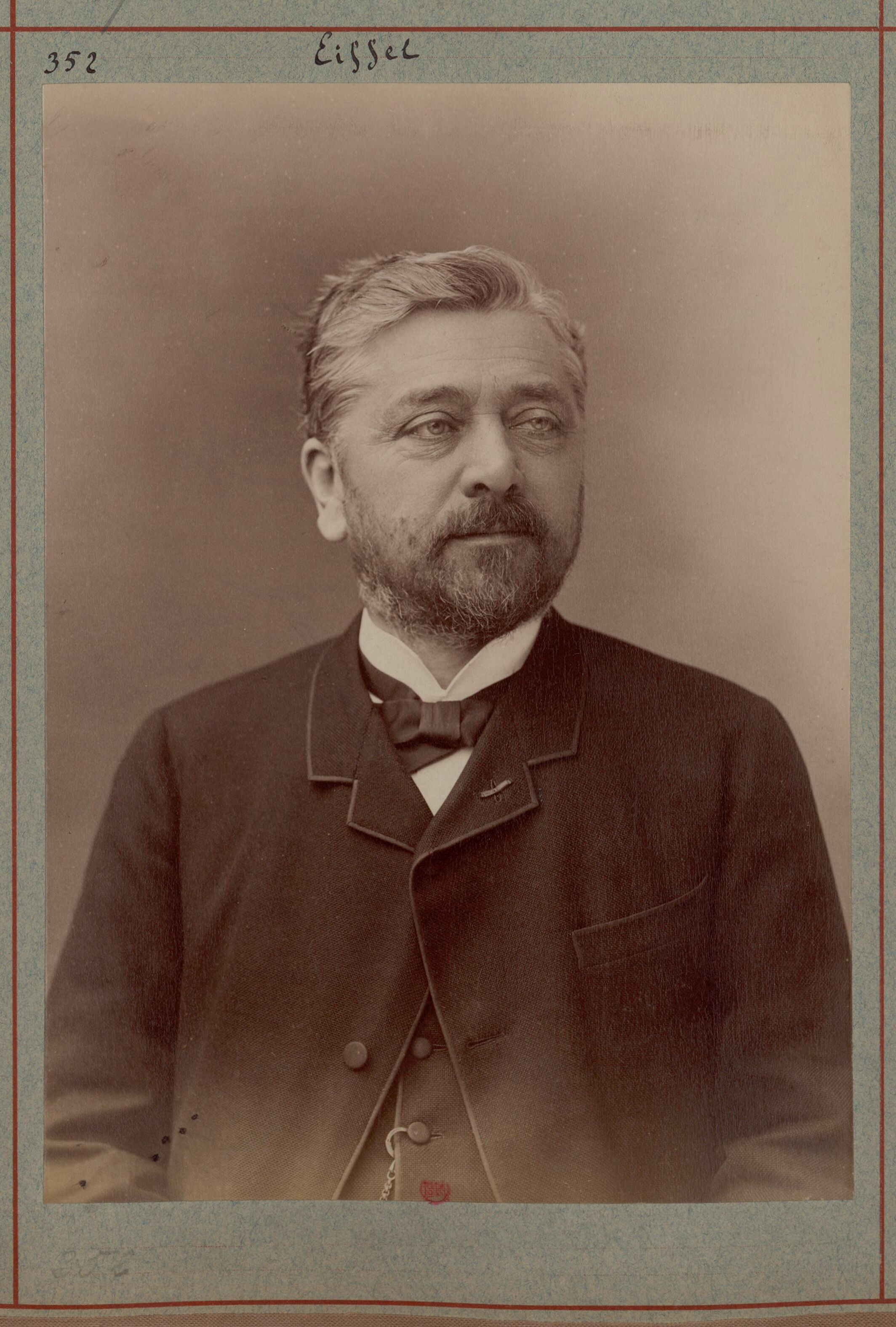
Гюстав Эйфель, фото Надара, 1888 год
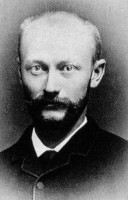
Морис Кёшлен
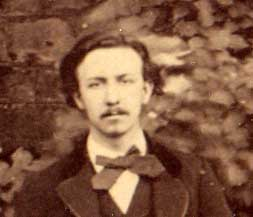
Эмиль Нугье[фр.]
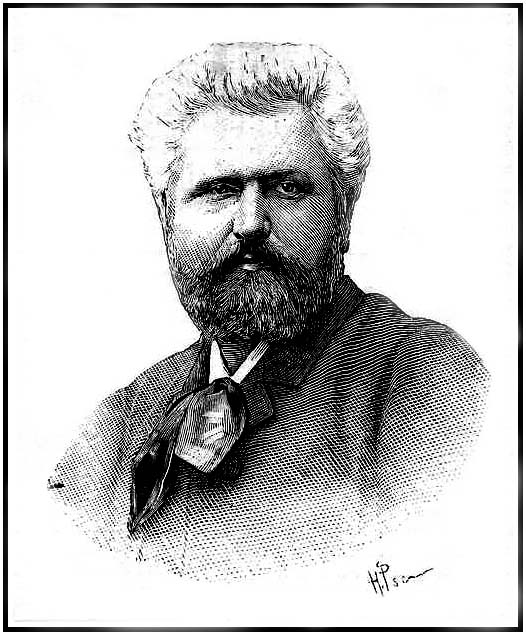
Стефан Совестр

### Строительство

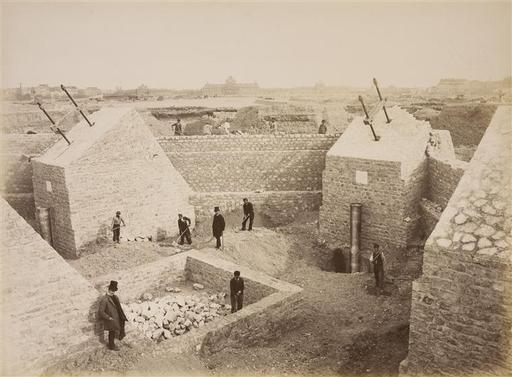
Строительство фундамента башни

Строительные работы в течение двух лет, двух месяцев и пяти дней (с 28 января 1887 года по 31 марта 1889 года) выполняли 300 рабочих. Рекордным срокам возведения способствовали чертежи чрезвычайно высокого качества с указанием точных размеров 18 038 металлических деталей, для сборки которых использовали 2,5 млн заклёпок.
Чтобы закончить башню в назначенный срок, Эйфель применял, большей частью, заранее изготовленные части. Отверстия для заклёпок были просверлены в намеченных местах уже заранее, и две трети от 2,5 млн заклёпок были заранее установлены. Ни одна из заготовленных балок не весила больше 3 тонн, что очень облегчало поднятие металлических частей на предусмотренные места. Вначале применялись высокие краны, а когда конструкция переросла их по высоте, работу подхватили специально сконструированные Эйфелем мобильные краны. Они двигались по рельсам, проложенным для будущих лифтов.
Сложность состояла и в том, что подъёмное устройство должно было двигаться вдоль мачт башни по изогнутой траектории с меняющимся радиусом кривизны. Первые лифты на башне приводились в действие гидравлическими насосами. Вплоть до нашего времени используются два исторических лифта фирмы «Fives-Lille», установленные в 1899 году в восточной и западной опорах башни. С 1983 года их функционирование обеспечивается электродвигателем, а гидравлические насосы сохранены и доступны для осмотра.
Второй и третий этаж башни связывал вертикальный лифт, созданный инженером Леоном Эду (фр. Léon Édoux; однокурсник Эйфеля по Центральной высшей технической школе). Этот лифт состоял из двух взаимоуравнивающихся кабин. Верхняя кабина поднималась с помощью гидравлического цилиндра с длиной хода 78 метров. Нижняя кабина при этом выполняла роль противовеса. На полпути к площадке, на высоте 175 м от земли, пассажиры должны были пересесть в другой лифт. Ёмкости с водой, установленные на этажах, обеспечивали необходимое гидравлическое давление.
В 1983 году этот подъёмник, который не мог работать в зимнее время, был заменён электрическим лифтом марки «Otis», состоящим из четырёх кабин и обеспечивающим прямое сообщение между двумя этажами.
Возведение башни требовало особого внимания к вопросам безопасности беспрерывных работ, что и стало наибольшей заботой Эйфеля. На протяжении строительных работ не было ни одного несчастного случая со смертельным исходом, что являлось значительным достижением для того времени.
При устройстве котлованов для опор башни, из-за близости реки Сены, Эйфель прибегнул к методу, который он ввёл при строительстве мостов. В каждом из 16 кессонов фундамента находилось рабочее пространство, в которое накачивался под давлением воздух. Из-за повышенного давления туда не могла просочиться грунтовая вода, и рабочие могли осуществлять выемку и перемещение грунта без помех.
Одной из самых сложных проблем для Эйфеля стала первая платформа. Массивные деревянные леса должны были удерживать 4 наклонные опоры и огромные балки первой платформы. Четыре наклонные опоры покоились на наполненных песком металлических цилиндрах. Песок можно было постепенно выпускать и, таким образом, устанавливать опоры под правильным наклоном. Дополнительные гидравлические подъёмники в фундаментах опор давали возможность заключительной регулировки положения четырёх наклонных опор, которые, таким образом, можно было точно подогнать к железной арматуре первой платформы.
Как только платформа легла строго горизонтально, она была прикреплена к наклонным опорам, а подъёмники были удалены. Затем строительство продолжилось уже на самой башне. Работа продвигалась медленно, но непрерывно. Она вызывала у парижан, видевших растущую в небо башню, удивление и восхищение. 31 марта 1889 года, меньше чем через 26 месяцев после начала рытья котлованов, Эйфель смог пригласить нескольких более-менее физически крепких чиновников к первому подъёму на 1710 ступеней.

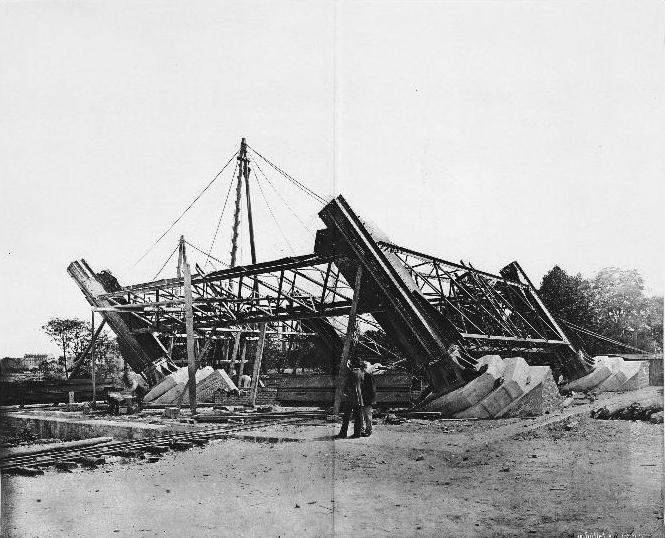
Начало возведения металлоконструкции
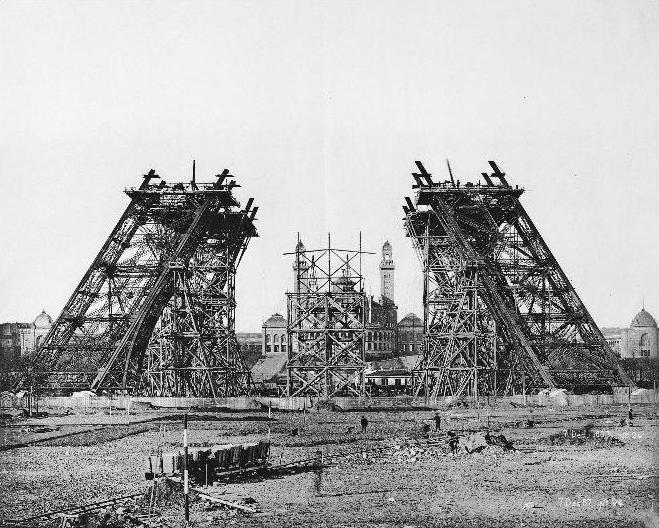
7 декабря 1887 года. Строительство опор
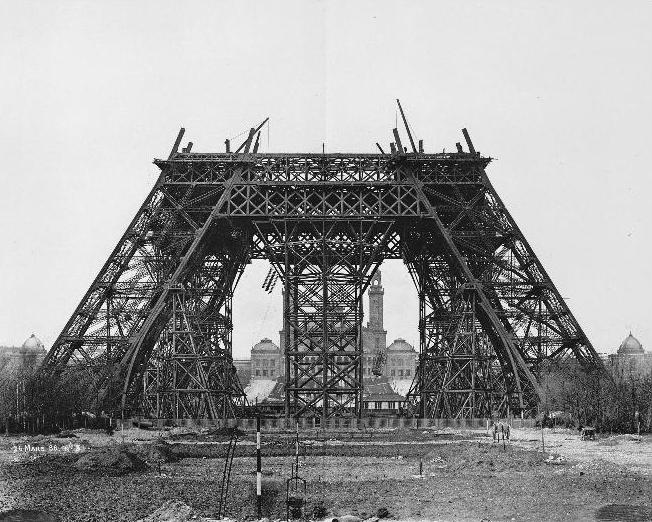
20 марта 1888 года. Завершение первого уровня
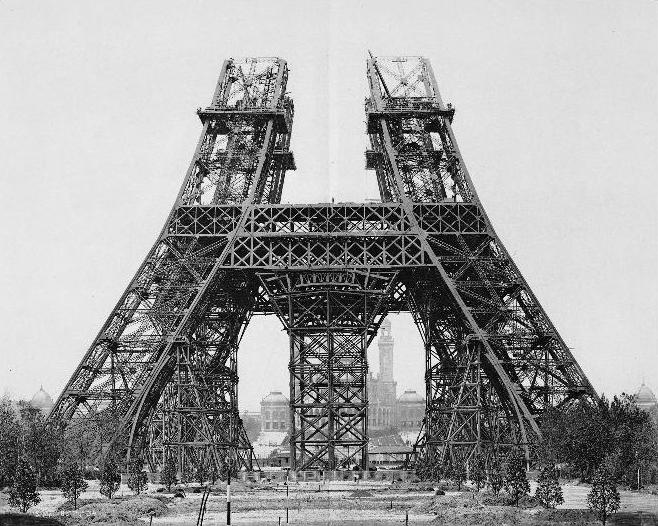
15 мая 1888 года. Начало строительства второй части
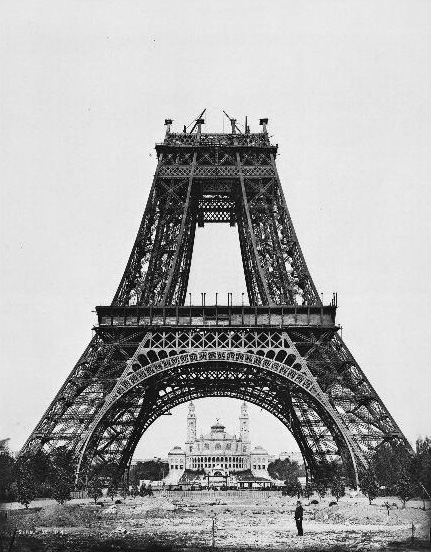
21 августа 1888 года. Завершение второго уровня
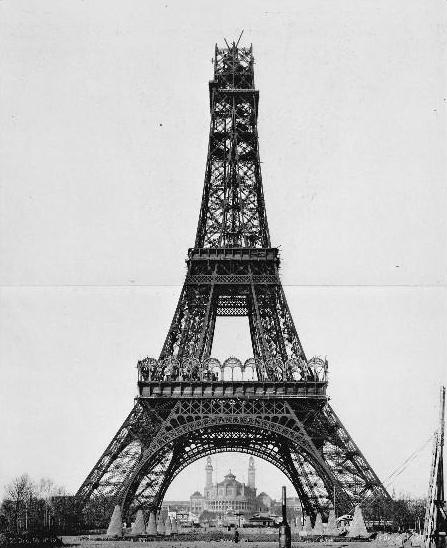
26 декабря 1888 года. Строительство верхней части
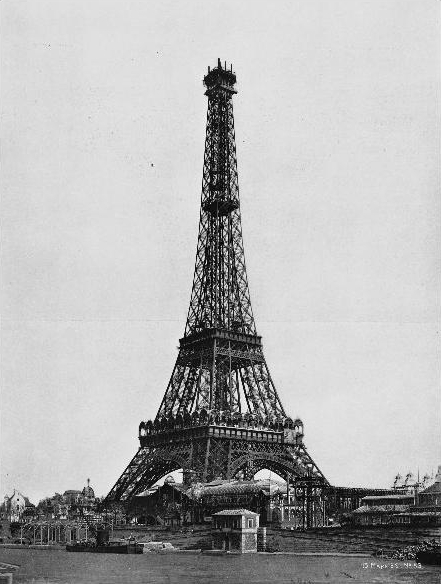
15 марта 1889 года. Строительство купола

### После выставки
Первоначальный договор с Эйфелем был о демонтаже башни через 20 лет после постройки.
Сооружение имело потрясающий и незамедлительный успех. За шесть месяцев работы выставки посмотреть «железную даму» пришли более 2 млн посетителей. К концу года удалось возместить три четверти всех затрат на строительство.

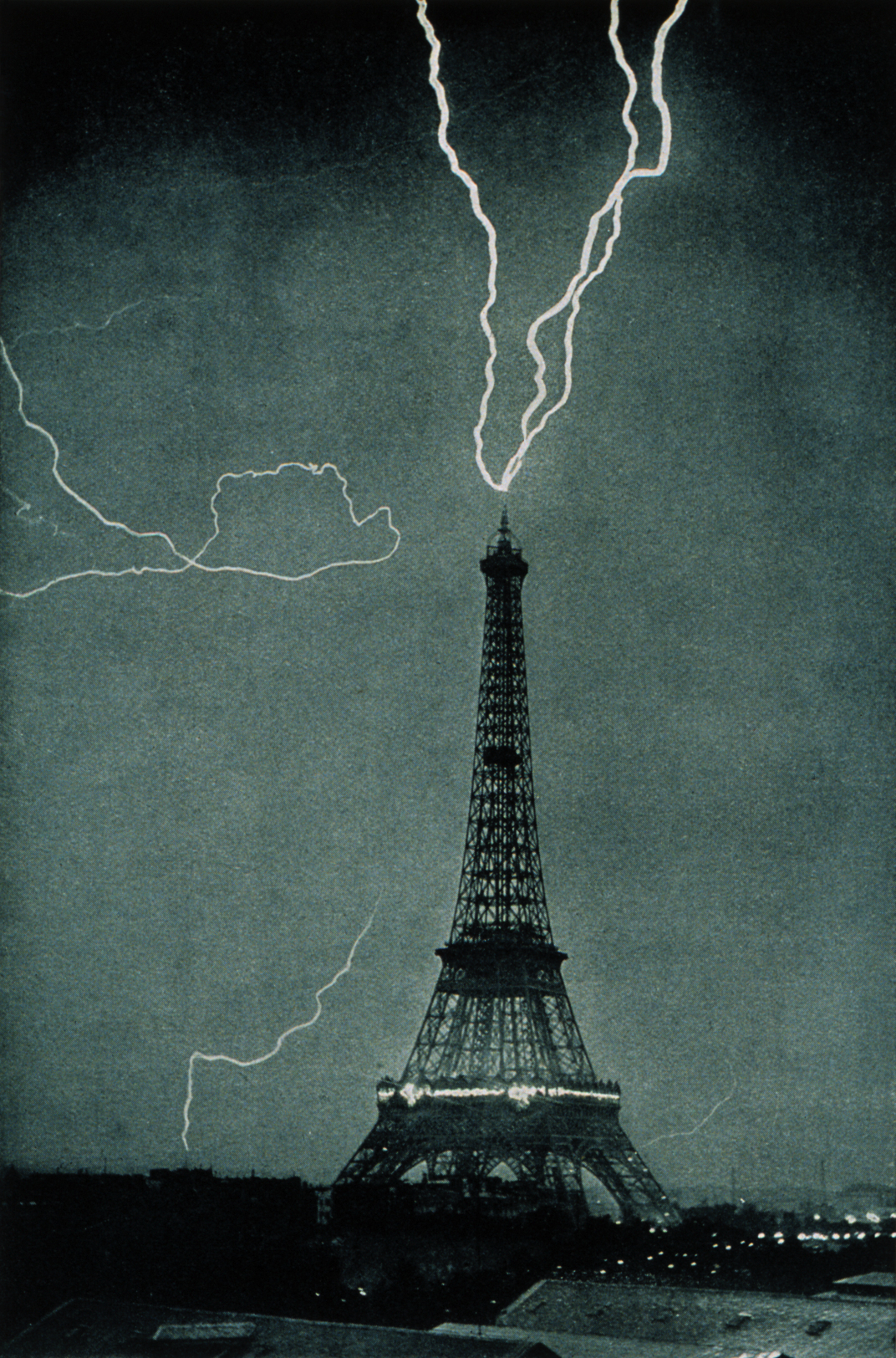
Молния бьёт в Эйфелеву башню, фотография 1902 года

Однако творческая интеллигенция Парижа и Франции была возмущена дерзким проектом Эйфеля, и, начиная с самого начала строительства, посылала в мэрию Парижа негодования и требования прекратить постройку башни. Писатели и художники опасались, что металлическая конструкция будет подавлять архитектуру города, нарушать неповторимый стиль столицы, складывавшийся на протяжении веков.
Известно, что в 1887 году 300 писателей и художников (среди них Александр Дюма-сын, Ги де Мопассан и композитор Шарль Гуно) направили протест в адрес муниципалитета, характеризуя конструкцию как «бесполезную и чудовищную», как «смехотворную башню, доминирующую над Парижем, как гигантская фабричная дымовая труба», добавляя: 
На протяжении 20 лет мы будем вынуждены смотреть на отвратительную тень ненавистной колонны из железа и винтов, простирающуюся над городом, как чернильная клякса.
Существует исторический анекдот, что некий писатель (Уильям Моррис или Ги де Мопассан) регулярно обедал в ресторане на первом уровне башни. На вопрос, зачем он это делает, если башня ему не по душе, писатель отвечал: «Это единственное место во всём огромном Париже, откуда её не видно».
В октябре 1898 года Эжен Дюкрете провёл первый сеанс телеграфной связи между Эйфелевой башней и Пантеоном, расстояние между которыми 4 км.
В 1903 году генерал Феррье, пионер в области беспроволочного телеграфа, применил её для своих экспериментов. Так случилось, что башню оставили сначала для военных целей.
С 1906 года на башне постоянно размещена радиостанция. В 1907 году на втором этаже башни были установлены шестиметровые электрические часы по проекту российского инженера Ромейко-Гурко.
Ещё при строительстве на третьем ярусе башни была создана метеорологическая лаборатория.
В 1908 году на её базе была организована первая высотная метеорологическая лаборатория.
Она существовала в течение длительного времени и за время её работы был накоплен существенный массив статистических данных.
1 января 1910 года Эйфель продлил аренду башни сроком на семьдесят лет.
4 февраля 1912 года австрийский изобретатель Франц Райхельт, испытывая плащ-парашют собственной конструкции, спрыгнул с 60-метровой высоты первого уровня башни и разбился насмерть, так как парашют не раскрылся.
В 1914 году радиоперехват позволил генералу Гальени организовать контратаку на Марне во время Первой мировой войны.
11 ноября 1918 года с башни был анонсирован текст радиограммы от Главнокомандующего союзными войсками маршала Фоша всем сражающимся союзным войскам о подписании Компьенского перемирия, положившего конец кровопролитию Первой мировой войны.

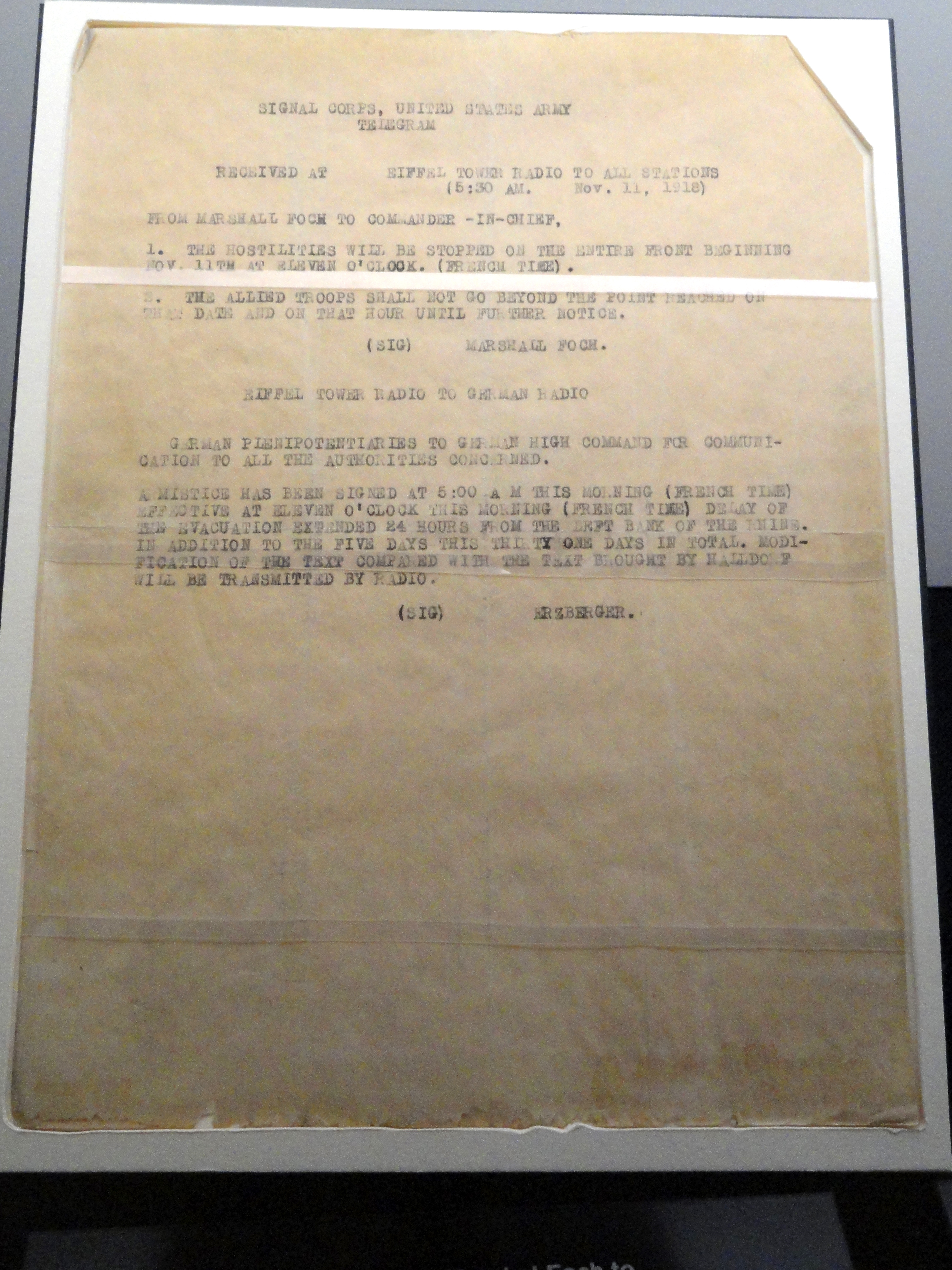
Документ исторической важности: Радиограмма о прекращении огня в связи с капитуляцией противника

В 1921 году состоялась первая непосредственная радиопередача с Эйфелевой башни. В эфир прошла передача широкого радиовещания, ставшая возможной благодаря установке на башне специальных антенн.
С 1922 года стала регулярно выходить радиопрограмма, которая так и называлась «Эйфелева башня».
В 1925 году предприняты первые попытки ретранслировать с башни телевизионный сигнал. Передача же регулярных телевизионных программ началась с 1935 года.
С 1957 года на башне располагается телевизионная антенна, увеличивающая высоту стальной конструкции до 320,75 м. Кроме неё, на башне установлено несколько десятков линейных и параболических антенн, осуществляющих ретрансляцию различных радио- и телепрограмм.

### Во время немецкой оккупации

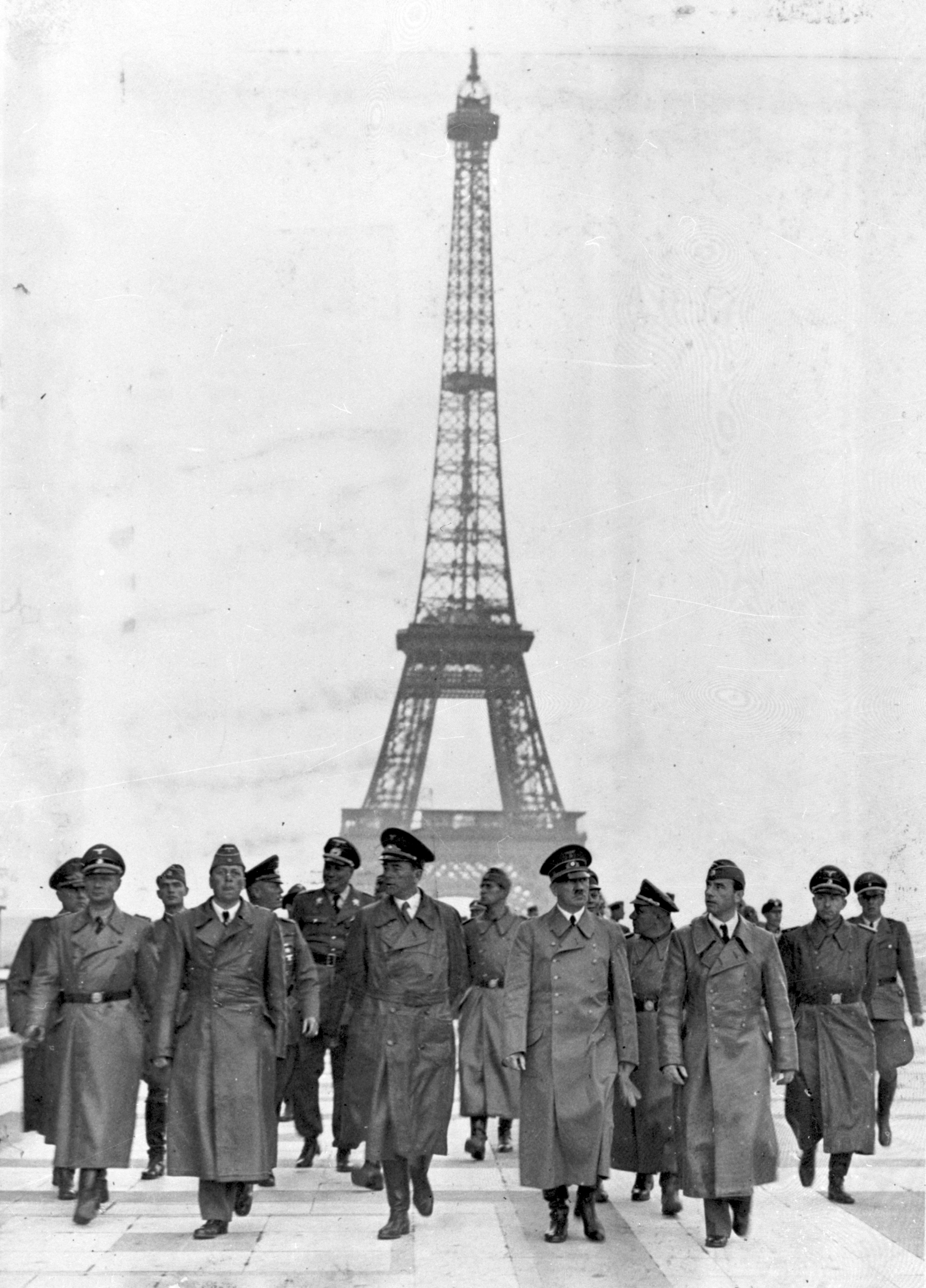
Адольф Гитлер с нацистами идёт на фоне Эйфелевой башни, фотография 1940 года

Во время немецкой оккупации привод лифта был специально повреждён прямо перед самым приездом Адольфа Гитлера в 1940 году. Из-за войны восстановить привод было невозможно. Посещая Париж, Гитлер так и не смог попасть наверх. Однако через несколько часов после освобождения Парижа привод лифта вновь заработал.
Летом 1944 года в ходе боёв за столицу Франции американский лётчик Уильям Оверстрит, пилотируя истребитель «Мустанг», пролетел под арками Эйфелевой башни и сбил немецкий «Messerschmitt Bf 109». Уходя от зенитного огня на бреющем полёте, американец вернулся к своим, прокладывая курс над Сеной.
В августе 1944 года, когда союзники приближались к Парижу, Гитлер приказал, чтобы генерал-полковник Дитрих фон Хольтиц, военный комендант округа Большого Парижа и начальник гарнизона, уничтожил Эйфелеву башню наряду с остальными городскими достопримечательностями. Однако фон Хольтиц не повиновался приказу.

### Послевоенный период
В январе 1956 года вспыхнувший на башне пожар повредил верхнюю часть сооружения.

### В XXI веке
В 2002 году число посетителей башни перевалило за 200 миллионов. 22 июля 2003 года на башне вновь произошёл пожар.

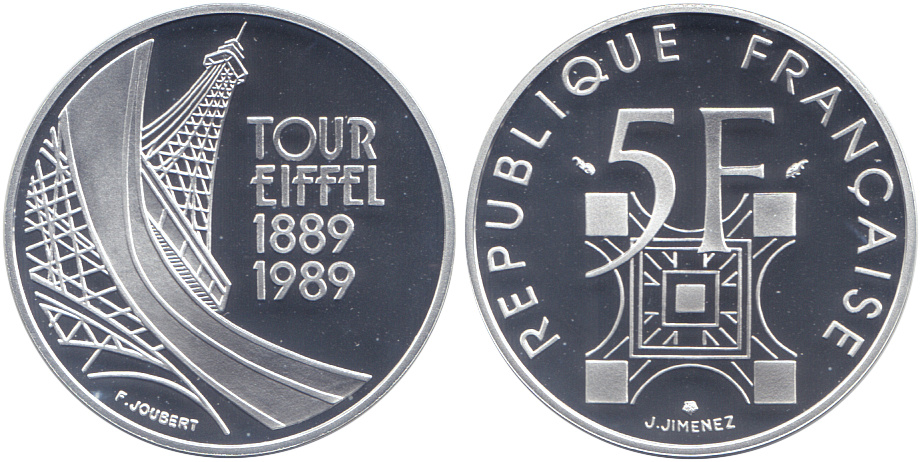
Коллекционная монета 5 франков, выпущенная к 100-летнему юбилею Эйфелевой башни (1989 год, серебро)

15 мая 2019 года в Париже отметили 130-летие Эйфелевой башни. По решению мэра города Анн Идальго состоялась бесплатная экскурсия для школьников: башню посетили около 1300 детей со всей страны. В 20:30 вечера начался концерт певицы и композитора Жанн Аддед, в 22:00, после наступления темноты, началось световое шоу режиссёра Брюно Сейльера, в котором с помощью лазерных прожекторов под попурри из французских мелодий рассказывалась история монумента. Шоу повторялось трижды, последний сеанс начался в полночь и проходил без звука, чтобы не беспокоить местных жителей.

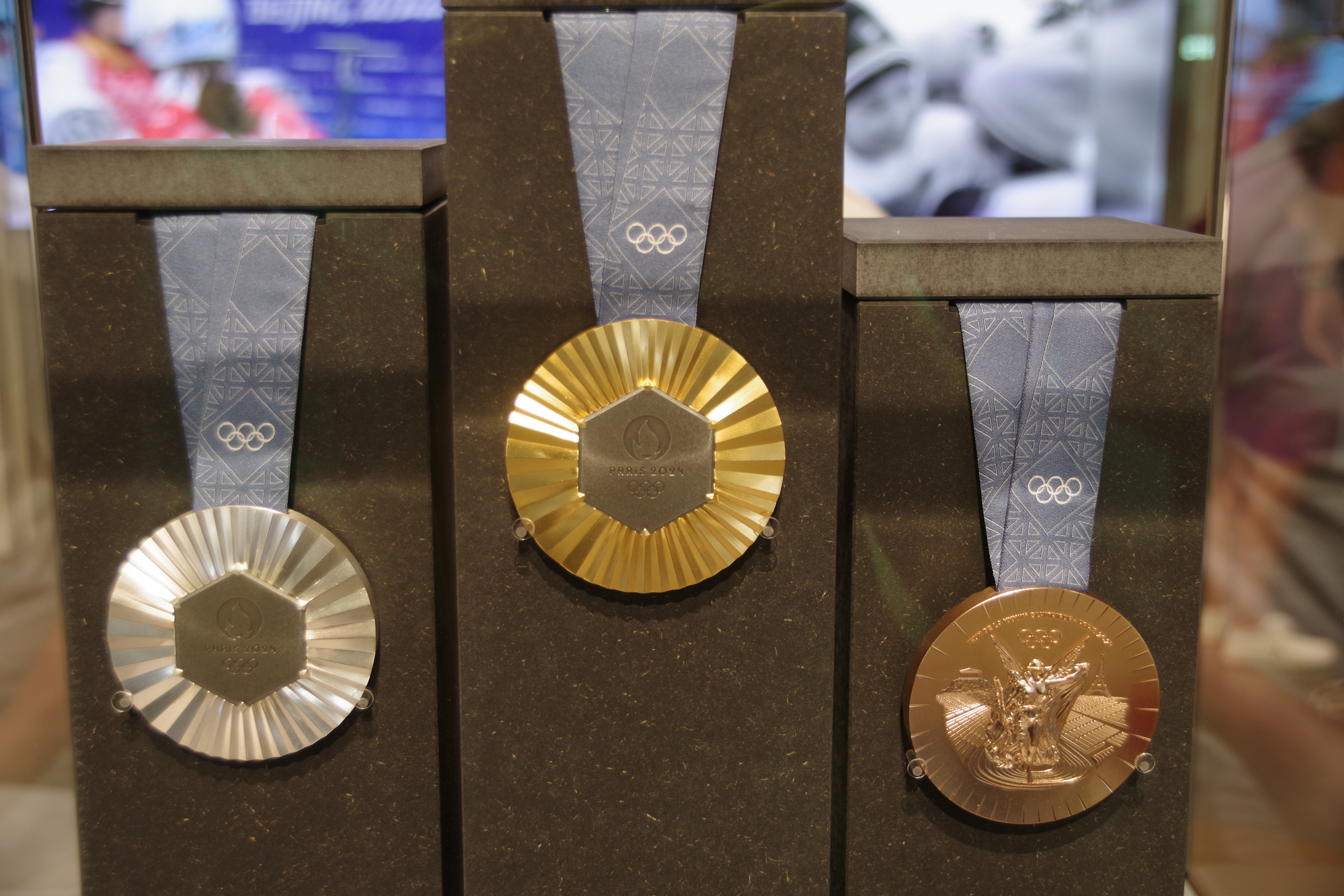
Медали Летних Олимпийских игр-2024 с центральным элементом (Гексагон (Франция)), выполненным из чугуна Эйфелевой башни

Символика Эйфелевой башни активно использовалась при изготовлении медалей Летних Олимпийских игр, прошедших в Париже в 2024 году. Вмонтированные в медали шестигранные жетоны был изготовлены из металла чугунной конструкции, демонтированной в XX веке при модернизации лифта, сохранённого и затем очищенного от углерода в кузницах коммуны Помпе. Элементы крепления жетона одновременно символизировали заклёпки башни и clous de Paris — традиционную технику парижских ювелиров. На реверсе паралимпийских медалей был представлен вид Эйфелевой башни, на реверсе олимпийских медалей она была изображена на заднем плане, наравне с афинским Парфеноном. Ленты медалей были украшены рисунком, символизирующим решётчатые секции башни. Их тёмно-синий (для олимпийских) и ярко-красный (для паралимпийских медалей) цвета символизировали два первых слоя краски, использованной для покраски башни.

## Описание

### Месторасположение

Местонахождение башни указано на карте Парижа

Башня воздвигнута на Марсовом поле напротив Йенского моста через реку Сену, набережная Бранли. На схеме Парижского метрополитена — станция Бир-Хакейм.

### Высота
Первоначально Эйфелева башня возвышалась на 300,65 м над уровнем земли. Высота вместе с новой антенной составляет 330 метров (2022 год).
На протяжении более чем 40 лет Эйфелева башня была высочайшим сооружением в мире, почти в 2 раза выше самых высоких зданий мира того времени — пирамиды Хеопса (146,6 м), Кёльнского (157 м) и Ульмского (161 м) соборов, — пока в 1930 году её не превзошёл Крайслер Билдинг в Нью-Йорке.

### Цвет
За время существования Эйфелевой башни цвет её покраски неоднократно изменялся — от жёлтого до красно-коричневого. Последние десятилетия её неизменно красят в так называемый коричневый-эйфелевый — официально запатентованный цвет, близкий к естественному оттенку бронзы.
«Железная дама» противостоит разрушающему действию времени благодаря 57 тоннам краски, которую необходимо обновлять каждые 7 лет.

### Особенности конструкции

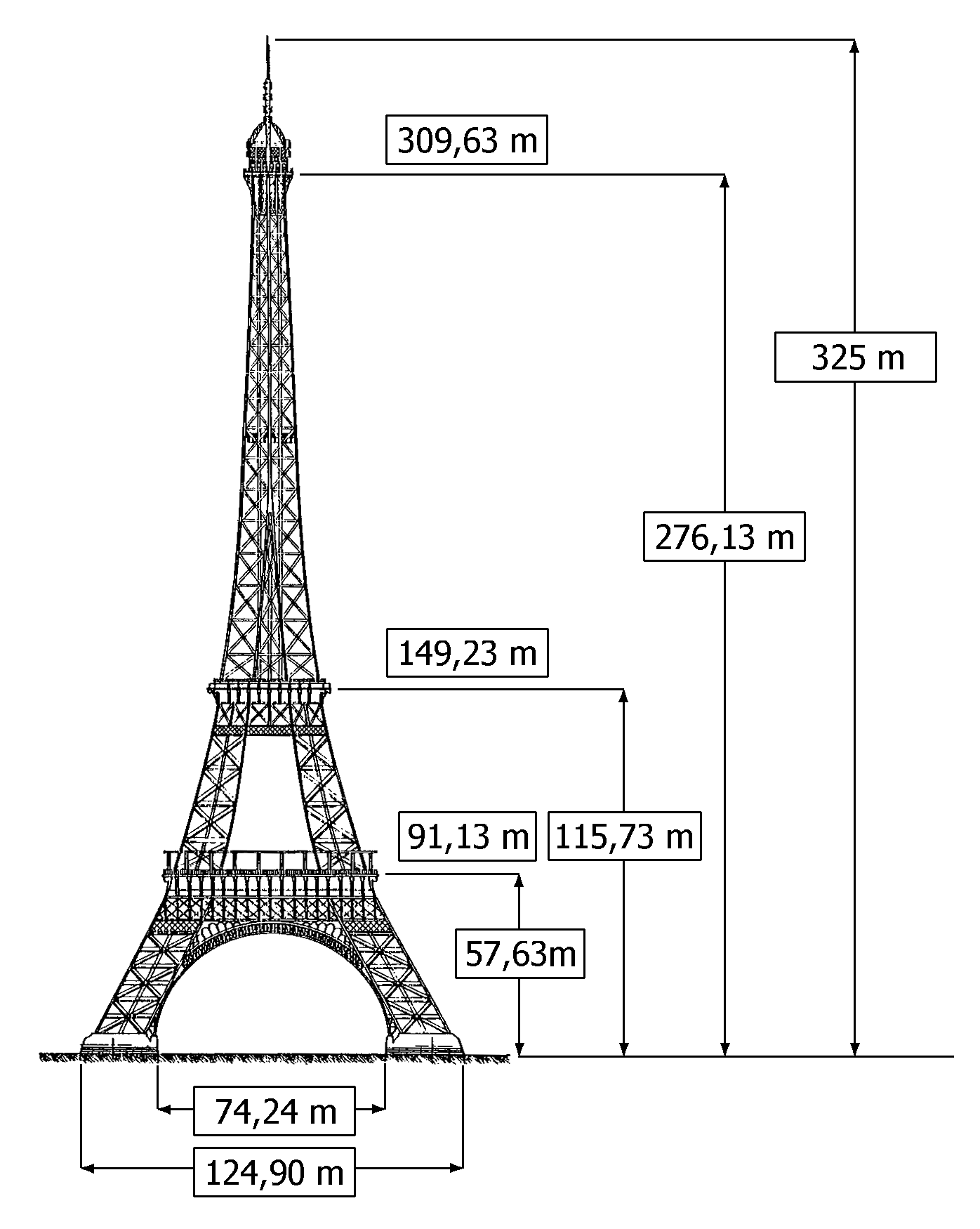
Размеры Эйфелевой башни

Масса металлической конструкции — около 7300 тонн. Фундамент выведен из бетонных массивов. Колебания башни во время бурь не превышают 15 см.
Нижний этаж представляет собой пирамиду (129,3 м каждая сторона в основании), образуемую 4 колоннами, соединяющимися на высоте 57,63 м арочным сводом; на своде покоится первая платформа Эйфелевой башни. Платформа представляет собой квадрат (65 метров в поперечнике).
На этой платформе поднимается вторая пирамида-башня, образуемая также 4 колоннами, соединяющимися сводом, на котором находится (на высоте 115,73 м) вторая платформа (квадрат в 35 м в поперечнике).
Четыре колонны, возвышающиеся на второй платформе, пирамидально сближаясь и постепенно переплетаясь, образуют колоссальную пирамидальную колонну (190 м), несущую на себе третью платформу (на высоте 276,13 м), также квадратной формы (16,5 м в поперечнике); на ней высится маяк с куполом, над которым на высоте 300 м находится площадка (1,4 м в поперечнике).
На башню ведут лестницы (1792 ступени) и лифты.
На первой платформе были возведены залы ресторана; на второй платформе помещались резервуары с машинным маслом для гидравлической подъёмной машины (лифта) и ресторан в стеклянной галерее. На третьей платформе размещались астрономическая и метеорологическая обсерватории и физический кабинет.
Эйфелева башня не особо страдает от ветра. Даже самый сильный ветер, случившийся в Париже (примерно 180 км/ч), отклонил верхушку башни лишь на 12 см. Значительно сильнее на неё действует Солнце: солнечная сторона башни расширяется от жары так, что верхушка отклоняется в сторону на 18 см.

### Форма

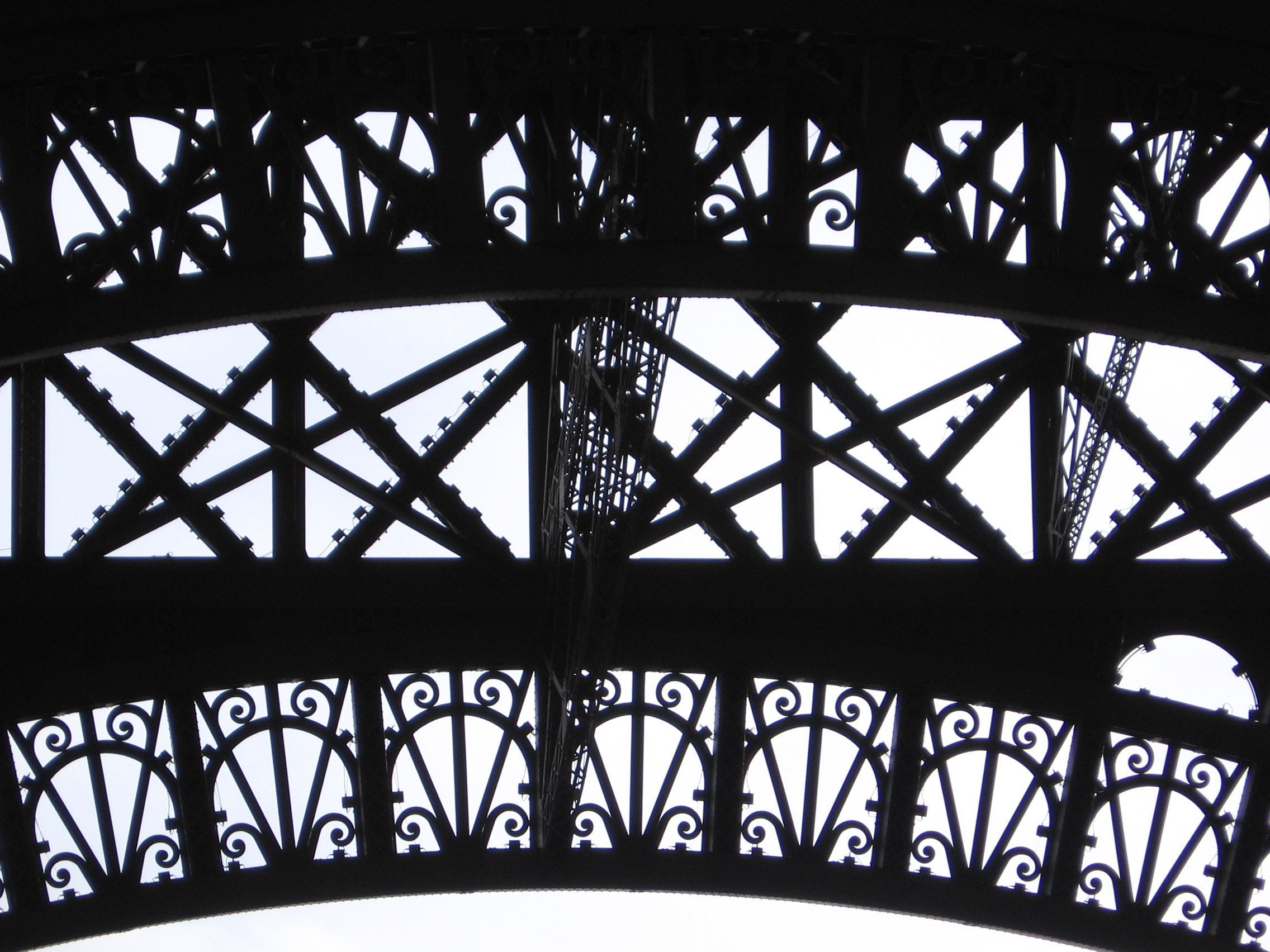
Часть стальной конструкции

Возведённая башня потрясала дерзким решением своей формы. Эйфель был жестоко раскритикован за проект и одновременно обвинён в попытке создания чего-то артистического и нехудожественного.
Вместе со своими инженерами — специалистами по мостостроению, Эйфель занимался расчётами силы ветра, хорошо понимая, что если они строят самое высокое сооружение в мире, то прежде всего должны убедиться в его устойчивости к ветровым нагрузкам. В одном из интервью газете «Le Temps» от 14 февраля, 1887 Эйфель заметил:
Почему такая странная форма? Ветровые нагрузки. Я считаю, что искривление четырех внешних краев монумента продиктовано и математическими расчётами, и эстетическими соображениями.
переведено с французской газеты Le Temps от 14 февраля, 1887

### Надписи

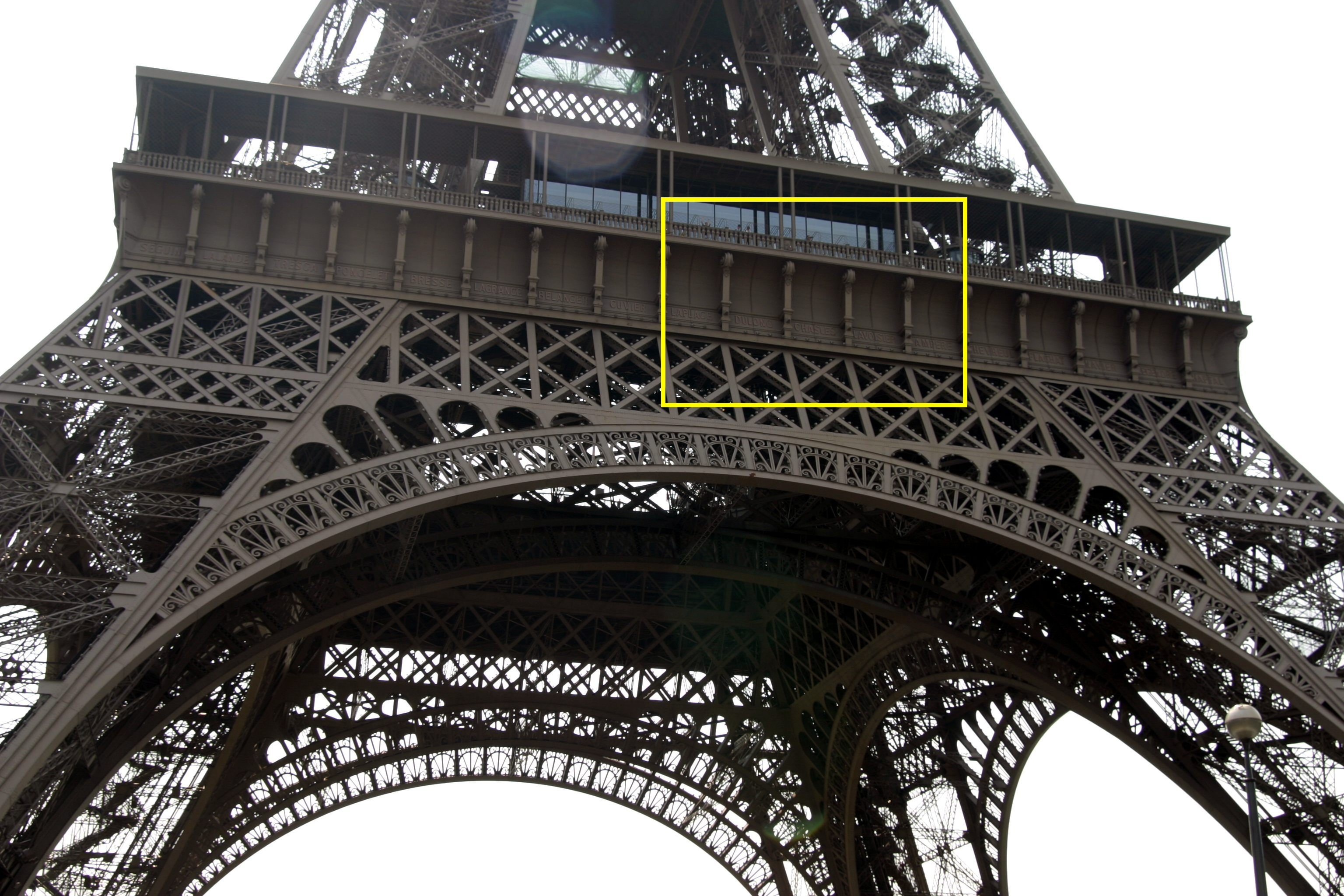
Место с надписями

Под первым балконом, на всех четырёх сторонах парапета выгравированы имена 72 выдающихся французских учёных и инженеров, а также тех, кто внёс особый вклад в творение Гюстава Эйфеля. Эти надписи появились в начале XX столетия и были восстановлены в 1986—1987 годах компанией «Société Nouvelle d’exploitation de la Tour Eiffel», нанятой мэрией для эксплуатации Эйфелевой башни. Сама башня является собственностью города Парижа.

### Освещение
Впервые освещение на Эйфелевой башне было включено в день её открытия в 1889 году. Тогда оно состояло из 10 тыс. газовых фонарей, двух прожекторов и установленного на верхушке маяка, свет которого был окрашен в синий, белый и красный — цвета национального флага Франции. В 1900 году на конструкциях «Железной дамы» появились электрические лампы. А нынешнее золотистое освещение впервые было включено 31 декабря 1985 года.
В 1925 году Андре Ситроен разместил на башне рекламу, названную им «Эйфелева башня в огне». На башне было установлено около 125 тысяч электрических лампочек. Одно за другим на башне вспыхивали десять изображений: силуэт Эйфелевой башни, звёздный дождь, полёт комет, знаки Зодиака, год создания башни, текущий год и, наконец, фамилия Ситроен. Эта рекламная акция продлилась до 1934 года, а башня была самым высоким местом для рекламы в мире.
Летом 2003 года башня «оделась» в новое осветительное одеяние. За несколько месяцев бригада высотников из тридцати человек опутала конструкции башни 40 километрами проводов и установила 20 тыс. лампочек, изготовленных по специальному заказу одной из французских компаний. Новая иллюминация, которая обошлась в 4,6 млн евро, напоминала ту, что впервые включилась на башне в ночь на Новый 2000 год, когда башня, обычно подсвеченная золотисто-жёлтыми фонарями, за считанные секунды оделась в сказочное сияние, подмигивающее серебристыми огнями.
С 1 июля по 31 декабря 2008 года, когда Франция выполняла функции председателя ЕС, на башне работало синее освещение со звёздами (напоминающее флаг Европы).

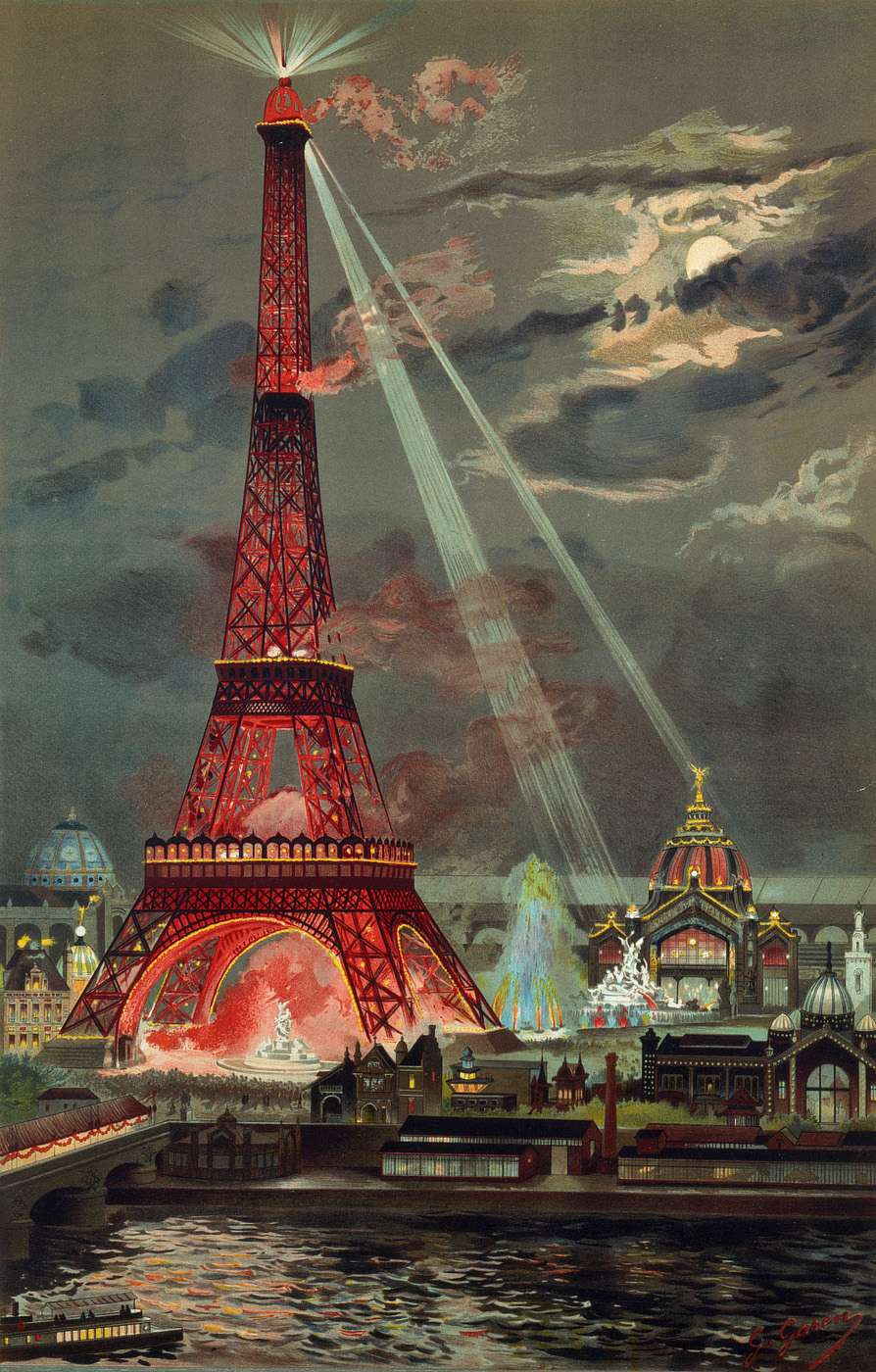
Хромолитография подсветки башни во время Всемирной выставки 1889 года
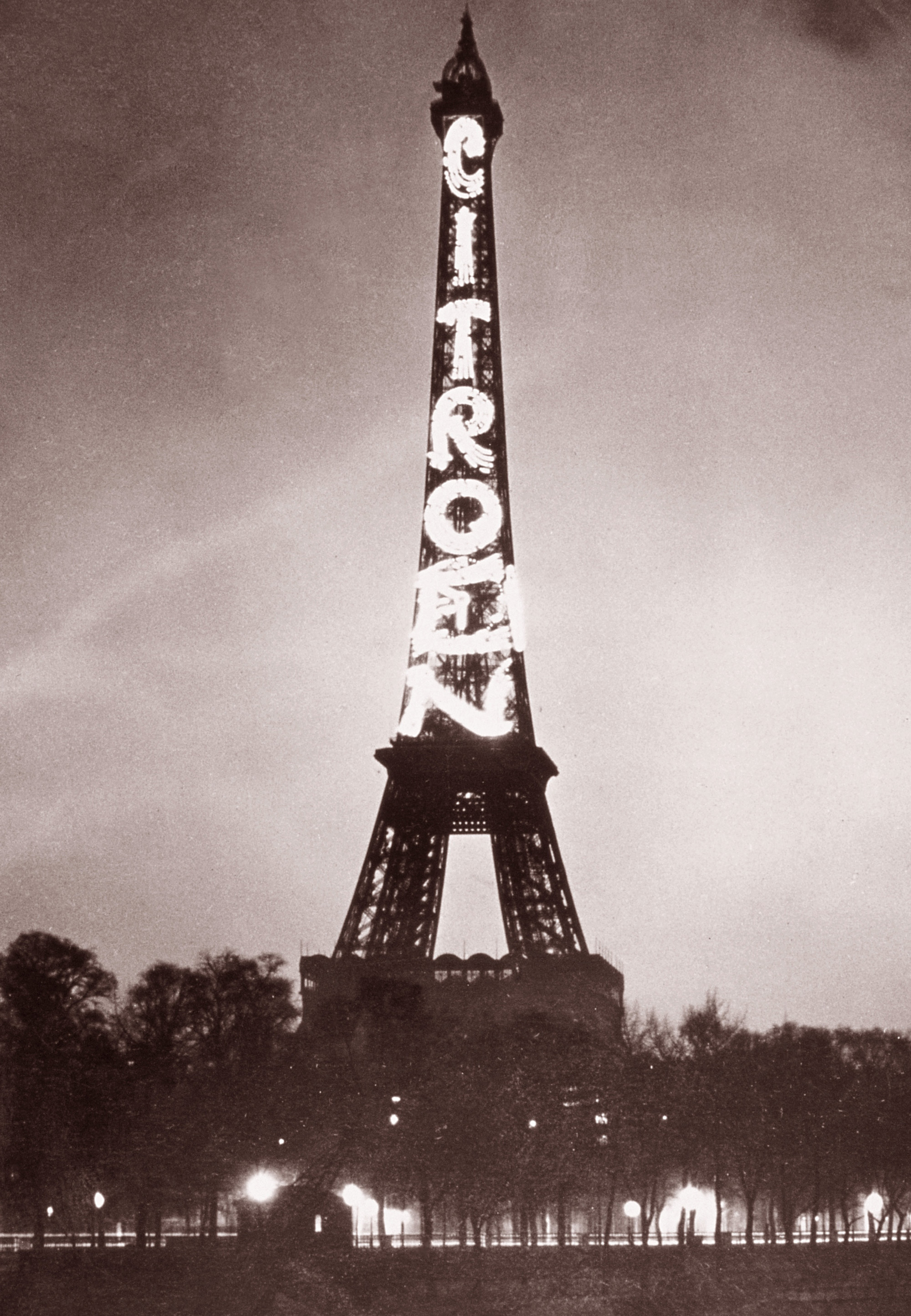
Реклама автомобильного концерна Citroën (1925)
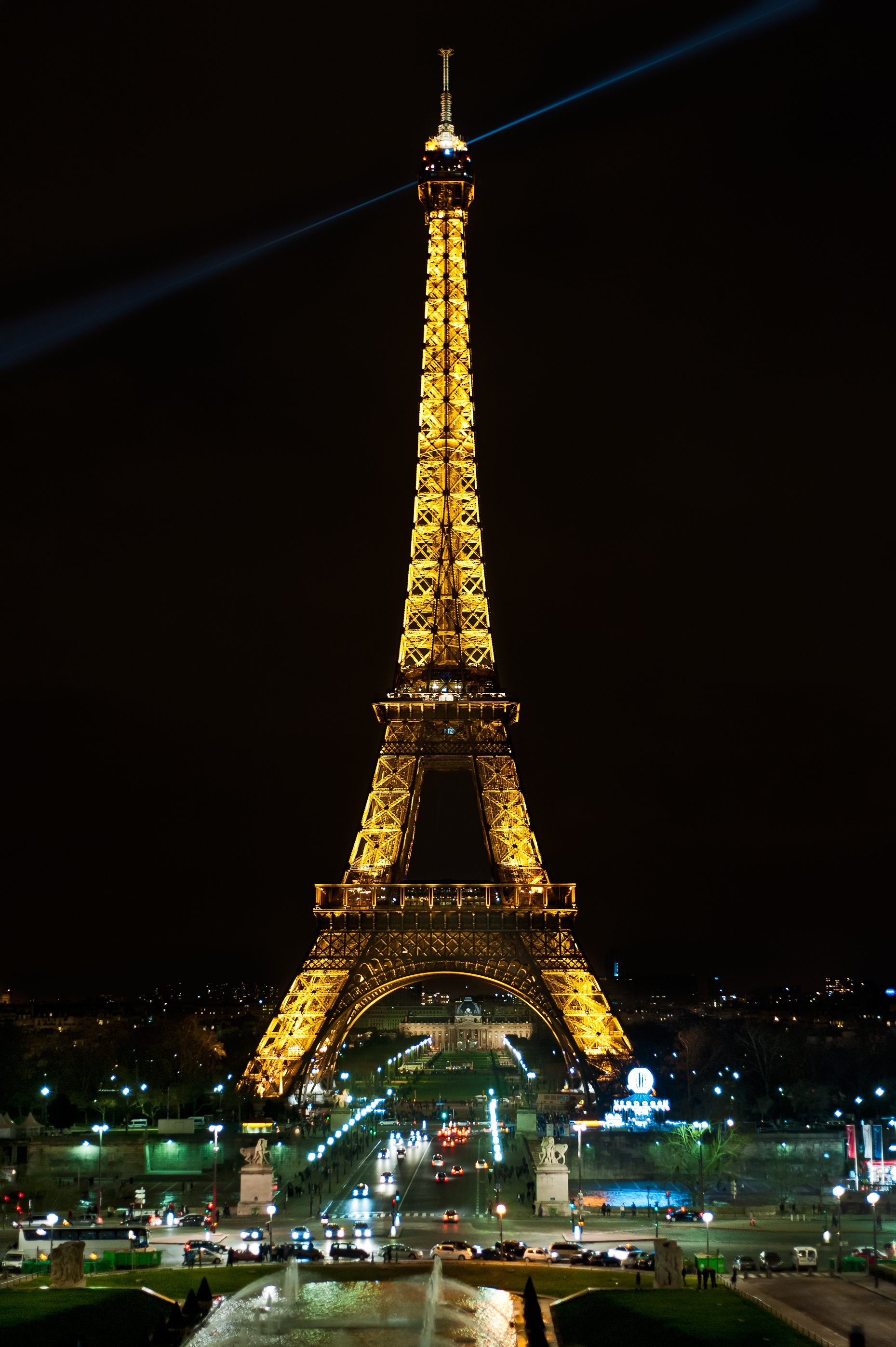
Стандартная подсветка
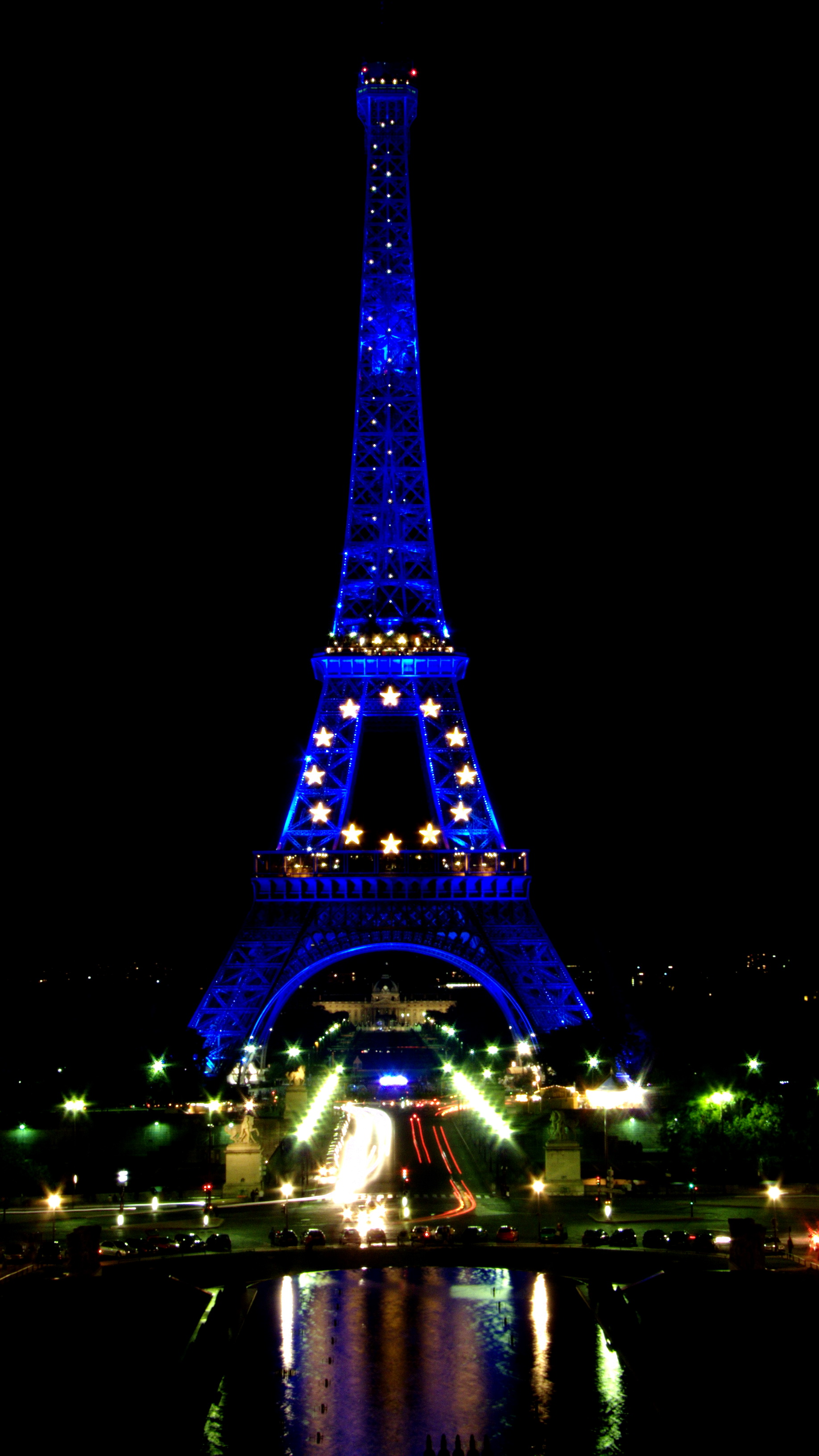
«ЕС-подсветка», 2008
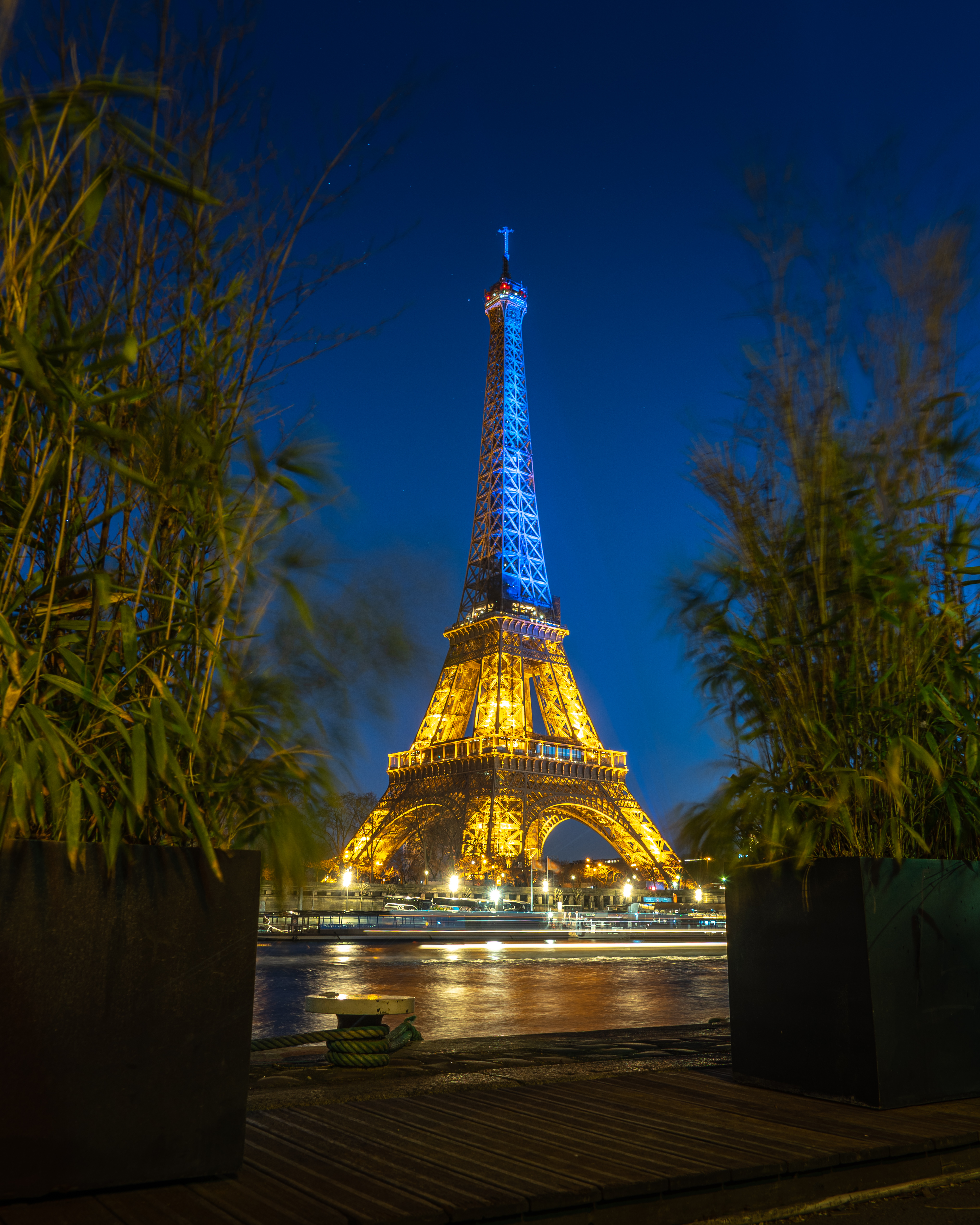
Цвета украинского флага во время вторжения России на Украину (2022)

### Квартира Гюстава Эйфеля

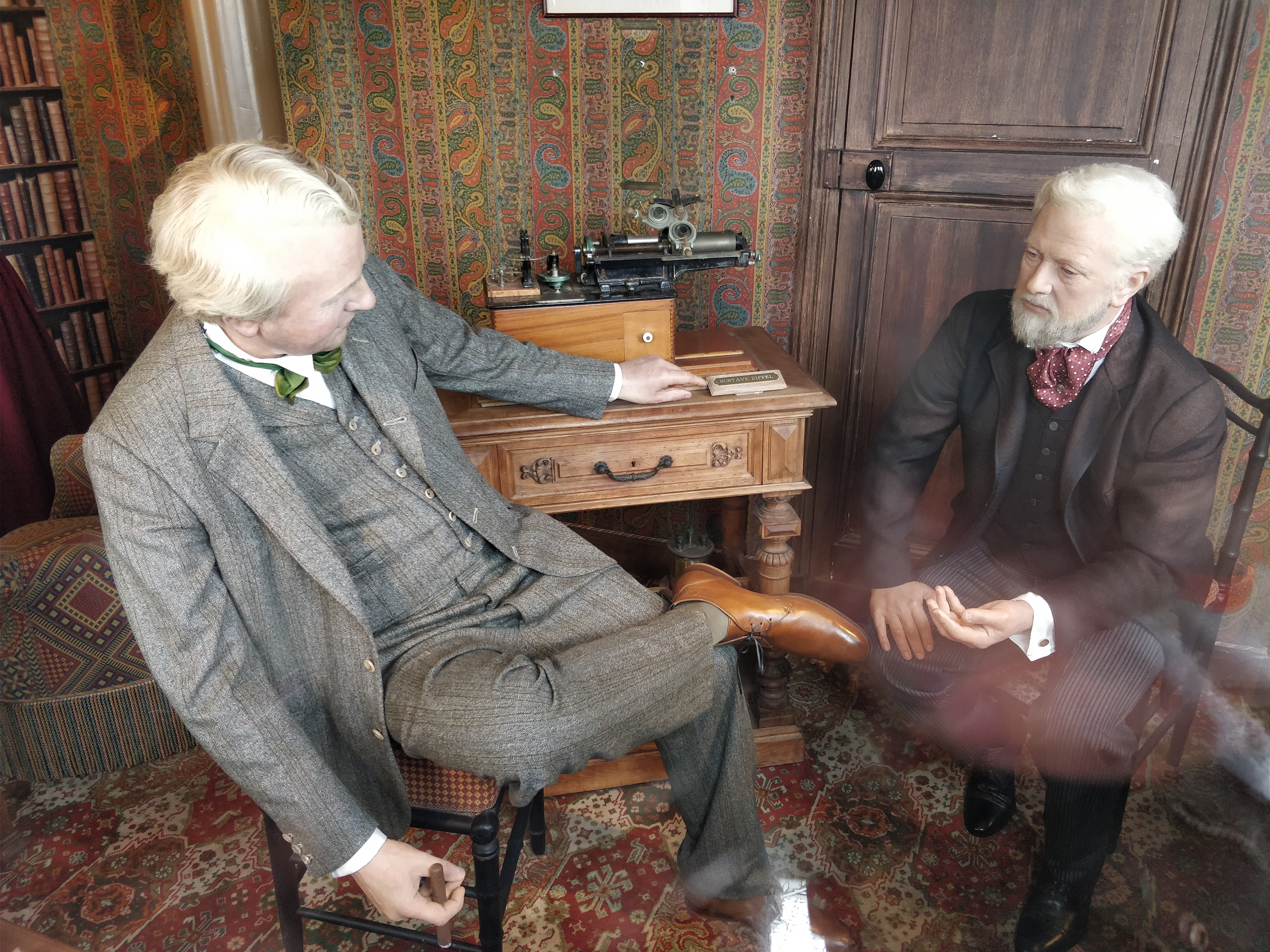
Восковые фигуры Гюстава Эйфеля и Томаса Эдисона

В 1889 году, когда строительство башни было закончено, Эйфель обустроил себе квартиру на третьем ярусе башни на высоте больше 300 м. В ней он, по-видимому, никогда не ночевал, а лишь принимал некоторых «престижных» гостей (в частности, Томаса Эдисона). В настоящее время квартира превращена в зону технических помещений, однако кабинет Эйфеля воссоздали в первоначальном виде и открыли для посещения. В нём выставлены восковые скульптуры Гюстава Эйфеля, его дочери Клэр и Томаса Эдисона.

## Обслуживание

### Покраска башни
Одним из главных способов защиты металлической башни от разрушения вследствие коррозии является покраска поверхности образующих башню элементов. Этот процесс занимает 18 месяцев и осуществляется командой из 25 высококвалифицированных рабочих. Предварительно сооружение тщательно осматривается, а участки, где антикоррозийное покрытие особенно сильно повреждено, очищаются и покрываются новым слоем защиты. Остальная поверхность башни очищается паром под высоким давлением. Затем всё сооружение окрашивается в два слоя. При этом расходуется около 60 тонн краски.
Безопасность работников и посетителей обеспечивается системой страховок, а также «сетками безопасности», которые защищают от падающих чешуек старой краски и от капель свежей.
В процессе нанесения антикоррозийного покрытия также инспектируется техническое состояние конструкции, и изношенные элементы заменяются.

### Энергообеспечение
В настоящее время осуществляется проект зелёной модификации Эйфелевой башни. Около половины потребностей горячей воды двух павильонов обеспечивается за счет массива солнечных термальных панелей и тепловых насосов. Также на башне были установлены энергосберегающее светодиодное освещение и система сбора и повторного использования дождевой воды. В феврале 2015 года компания Urban Green Energy установила две ветряные турбины, способные генерировать 10000 кВт⋅ч электроэнергии в год, что эквивалентно энергии, используемой коммерческой площадью на первом этаже Эйфелевой башни.

## Радио- и телевещание

### FM-радио
| Программа                                | Частота | Мощность |
| ---------------------------------------- | ------- | -------- |
| France Inter                             | 87,8    | 10       |
| RFI                                      | 89,0    | 10       |
| TSF Jazz                                 | 89,9    | 10       |
| Nostalgie                                | 90,4    | 10       |
| Chante France                            | 90,9    | 4        |
| Chérie FM                                | 91,3    | 10       |
| France Musique                           | 91,7    | 10       |
| Le Mouv'                                 | 92,1    | 10       |
| France Culture                           | 93,5    | 10       |
| Radio Orient                             | 94,3    | 4        |
| Skyrock                                  | 96,0    | 10       |
| BFM Business                             | 96,4    | 4        |
| Voltage                                  | 96,9    | 4        |
| Rire et chansons                         | 97,4    | 10       |
| Sud Radio +                              | 99,9    | 4        |
| NRJ                                      | 100,3   | 10       |
| Radio Notre Dame / Fréquence protestante | 100,7   | 10       |
| Radio Classique                          | 101,1   | 10       |
| Radio Nova                               | 101,5   | 10       |
| Fun Radio                                | 101,9   | 10       |
| OÜI FM                                   | 102,3   | 4        |
| MFM Radio                                | 102,7   | 10       |
| RMC                                      | 103,1   | 10       |
| Virgin Radio                             | 103,5   | 10       |
| RFM                                      | 103,9   | 10       |
| RTL                                      | 104,3   | 10       |
| Europe 1                                 | 104,7   | 10       |
| FIP                                      | 105,1   | 10       |
| France Info                              | 105,5   | 10       |
| RTL2                                     | 105,9   | 10       |
| France Bleu 107.1                        | 107,1   | 10       |

### Цифровое ТВ
| Мультиплекс | Канал | Мощность |
| ----------- | ----- | -------- |
| R1          | 35    | 50 кВт   |
| R2          | 25    | 51 кВт   |
| R3          | 22    | 50 кВт   |
| R4          | 30    | 51 кВт   |
| R6          | 32    | 50 кВт   |
| R7          | 42    | 50 кВт   |
| R15         | 28    | 5 кВт    |
| L9          | 26    | 1 кВт    |

### Аналоговое ТВ (вещание прекращено 8 марта 2011 года)
| Программа | Канал | Мощность |
| --------- | ----- | -------- |
| Canal+    | 6     | 100 кВт  |
| France 2  | 22    | 500 кВт  |
| TF1       | 25    | 500 кВт  |
| France 3  | 28    | 500 кВт  |
| France 5  | 30    | 100 кВт  |
| M6        | 33    | 100 кВт  |

### Посещение башни
Башня доступна для посещений каждый день. Для доступа публики наверх имеются четыре пункта продажи билетов и пропуска внутрь сооружения: северный, южный, западный и восточный. Существует две категории экскурсий: на второй ярус за 16 евро и на самый верх за 25 евро. Детям и инвалидам предоставляются скидки на входные билеты.
На первом и втором этажах башни предусмотрены буфеты, где туристы могут перекусить. Также здесь имеются два ресторана: на первом ярусе, на высоте 58 метров, располагается 58 Tour Eiffel, на втором этаже, куда поднимаются на отдельном лифте — ресторан высокой кухни Le Jules Verne, названный так в честь писателя. Третий этаж на вершине башни занимает Champagne Bar, где подают алкогольные напитки.
В 2004 году с наступлением зимы на нижней площадке башни был залит ледовый каток для рекламы Парижа как кандидата на принятие летней Олимпиады 2012 года. С тех пор каток здесь заливается регулярно.

## События и факты
- Последний случай самоубийства датируется 25 июня 2012 года.
- Последнее (ложное) сообщение о минировании башни датируется 30 марта 2013 года.
- Эйфелева башня заняла первое место в рейтинге самых разочаровывающих туристов достопримечательностей, составленном одной туристической компанией в 2007 году. Эйфелевой башней, согласно данным опроса, выразили разочарование более четверти опрошенных: они заявили, что на ней слишком много народу, чтобы можно было насладиться видом[40].[значимость факта?]
- В мире имеется множество копий Эйфелевой башни самых разных размеров.

### Аферы с башней
- За 83 года существования знаменитую башню продавали — по всей форме — минимум два десятка раз[41].
- В 1925 году мошенник Виктор Люстиг умудрился дважды «продать» башню на металлолом.
- В 1954 году один шведский гражданин, отрекомендовавшийся генеральным директором акционерного общества, предложил покрыть башню антикоррозийной краской. Получив кредит на покупку 50 тонн красителя, он исчез в неизвестном направлении[41].
- В 1960 году английский зеленщик Дэвид Сэмс продал одной голландской фирме Эйфелеву башню как металлолом. Он сумел доказать (с помощью фальшивых документов), что ему поручен парижским муниципалитетом демонтаж башни. В итоге англичанин попал в тюрьму, а фирма осталась без своих миллионов[41].

- Длительное время билеты продавались с двумя перфорированными уголками. Контролёры у подножия башни отрывали один уголок и пропускали экскурсанта к лифту внутри одной из «ног» башни, поднимающему на 1-ю площадку. На этой площадке была касса, где можно было купить билет для подъёма на самый верх башни (в лифте, расположенном вдоль центральной оси всей конструкции). Но, если не покупать второй билет, а предъявить первоначальный билет (с одним, уже оторванным внизу уголком), то контролёры отрывали второй уголок, и без каких-либо дополнительных затрат (на второй билет) можно было подниматься наверх.

## Галерея

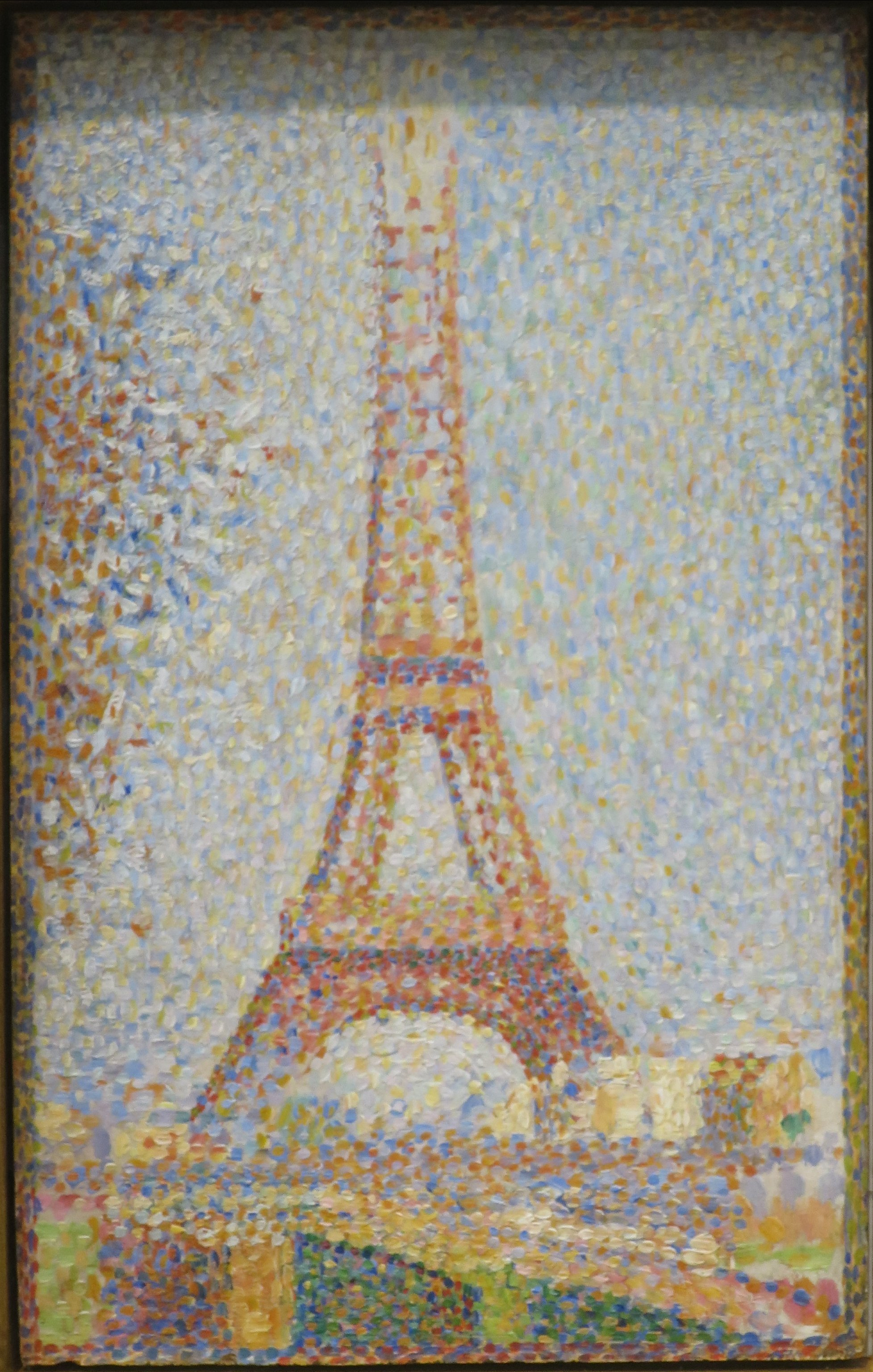
Картина Жоржа Сёра, 1889
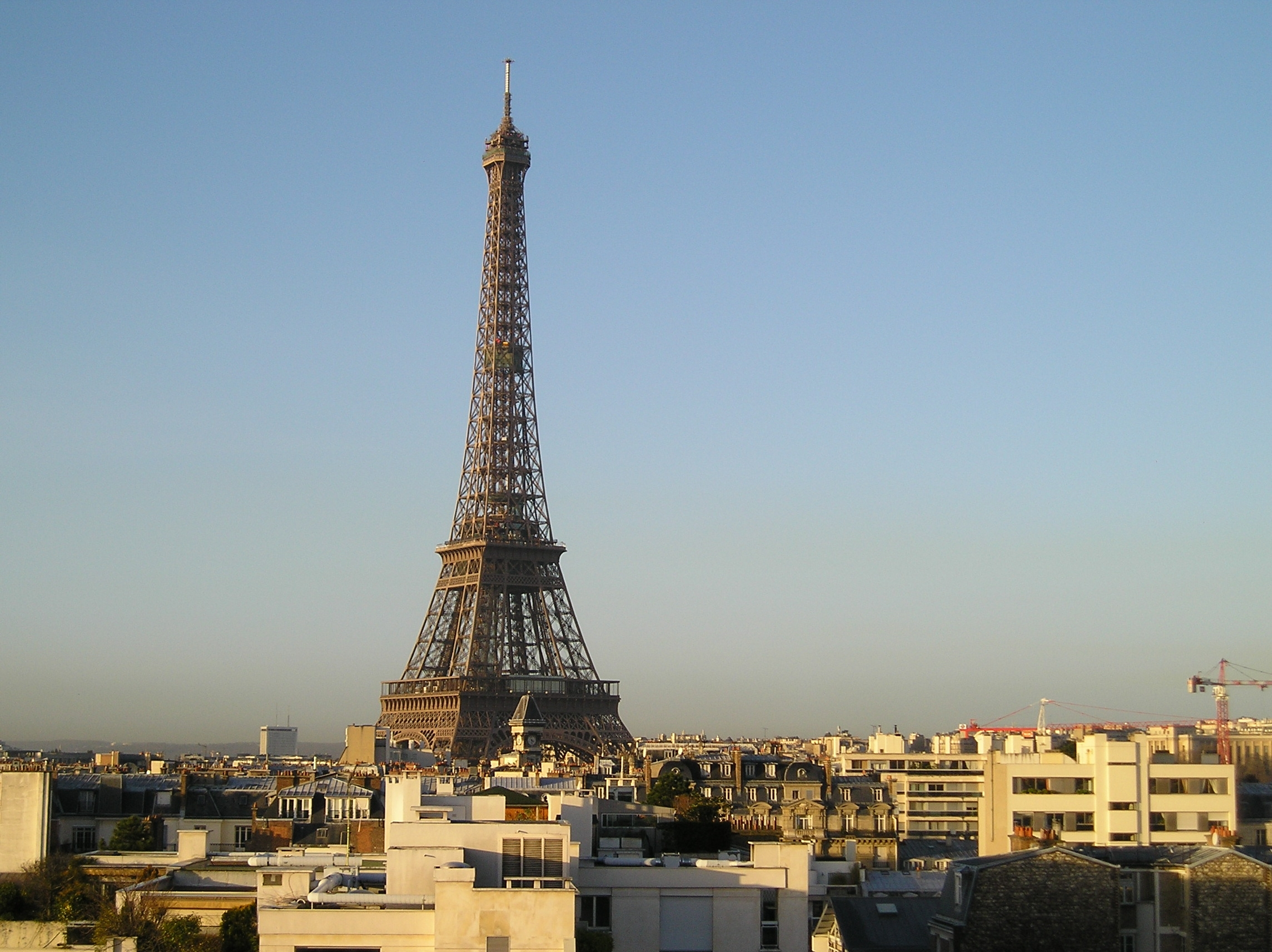
Вид с крыши здания на Университетской улице
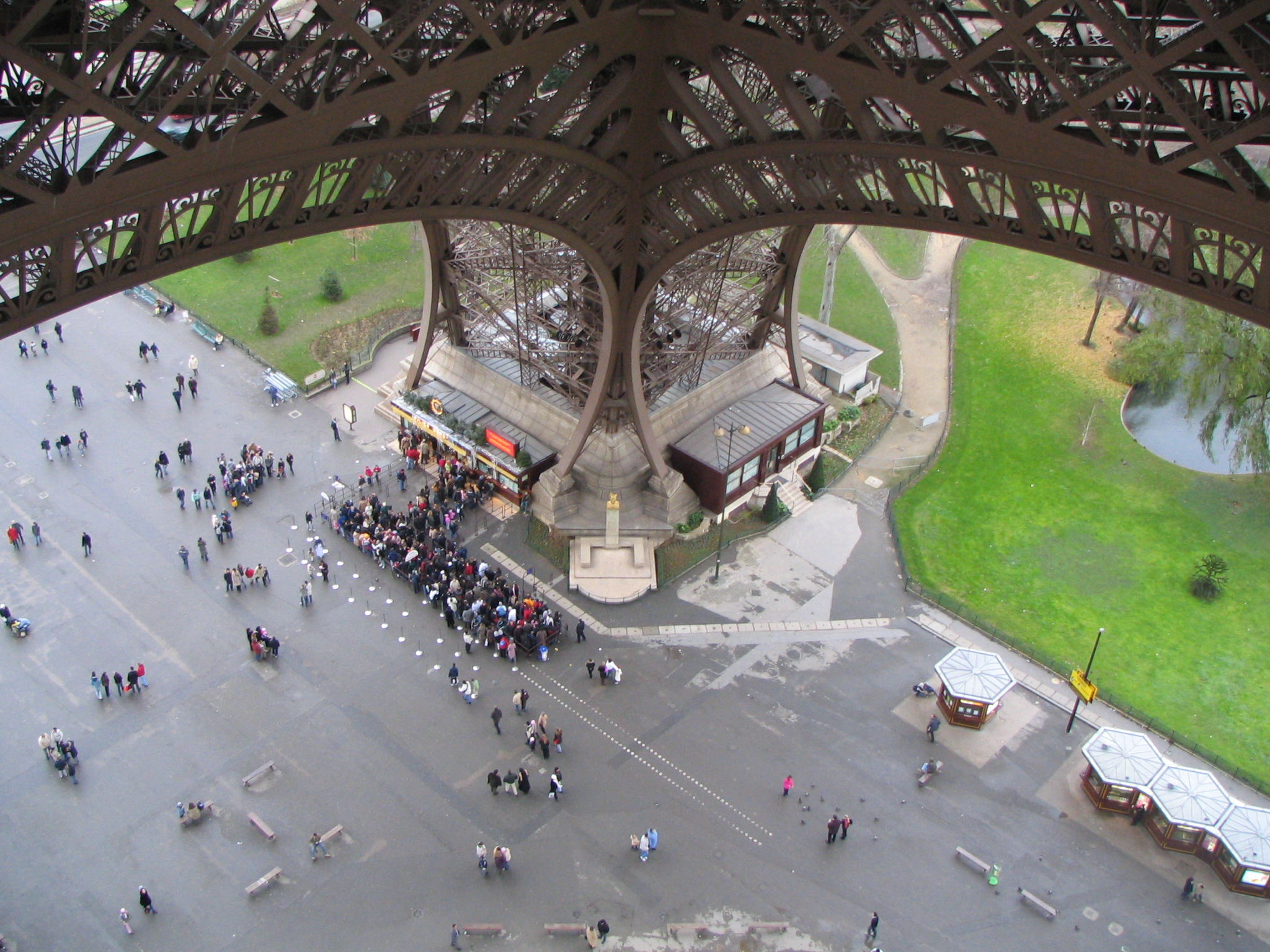
Взгляд вниз
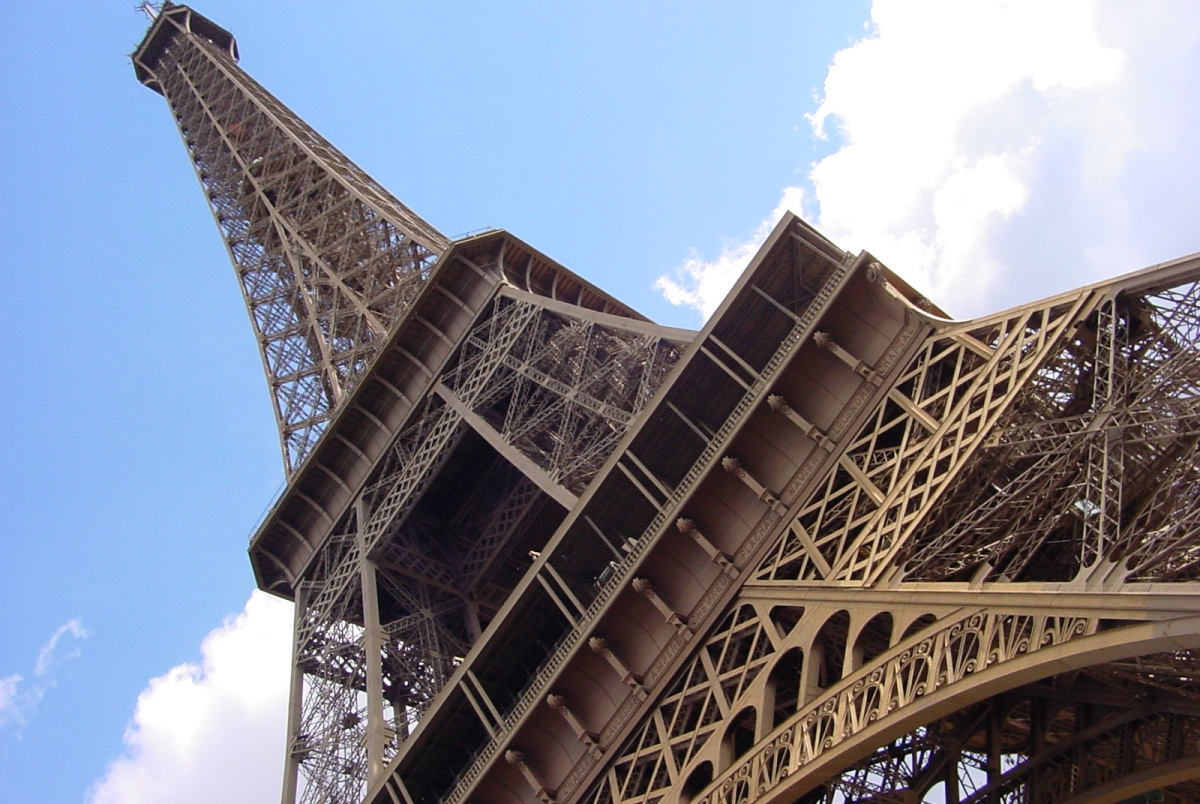
Взгляд вверх
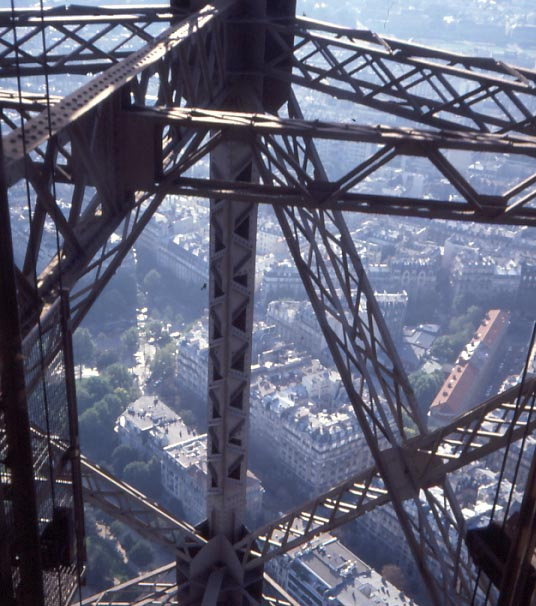
Взгляд сквозь
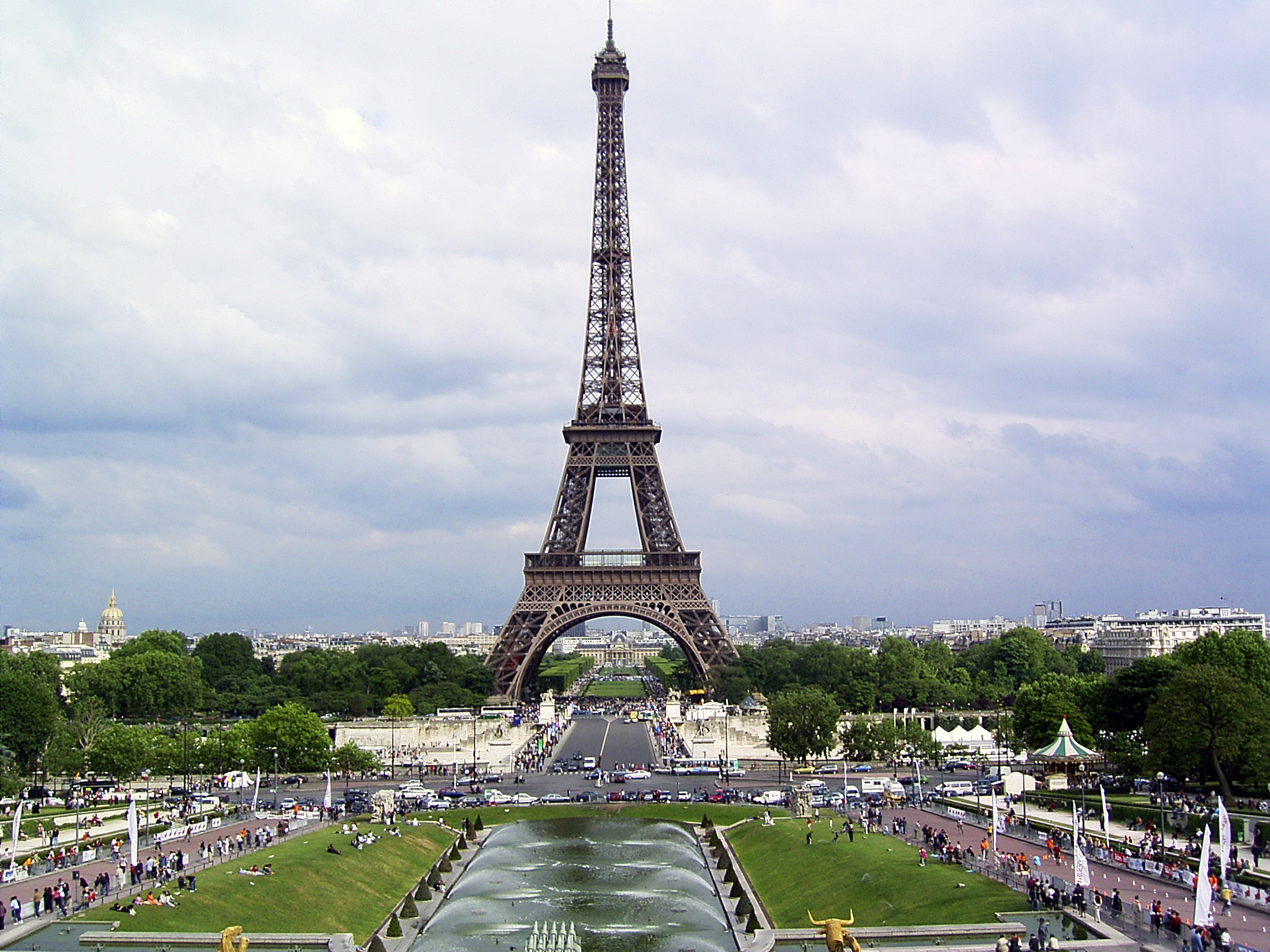
Вид с площадки дворца Шайо
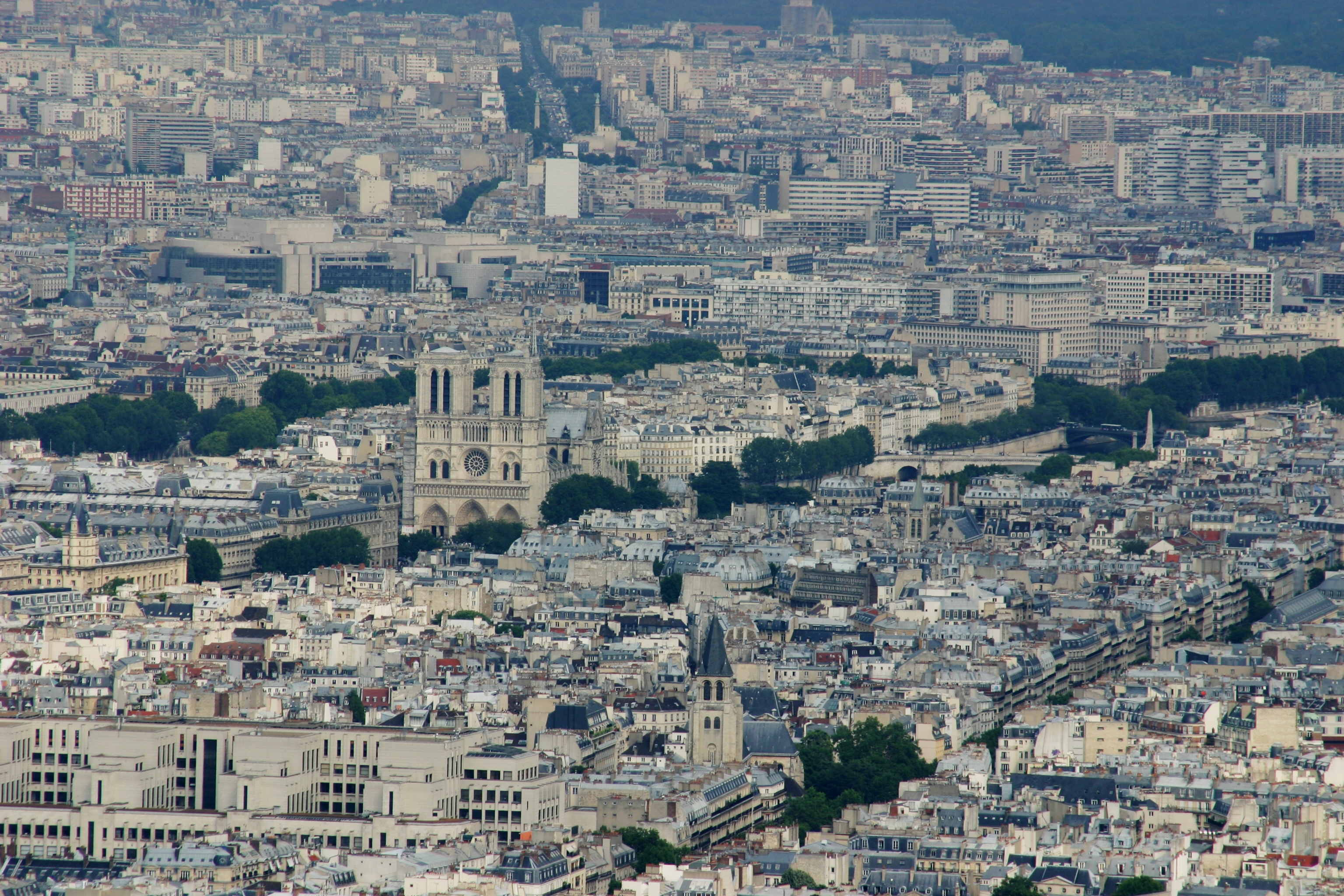
Вид с башни на остров Сите
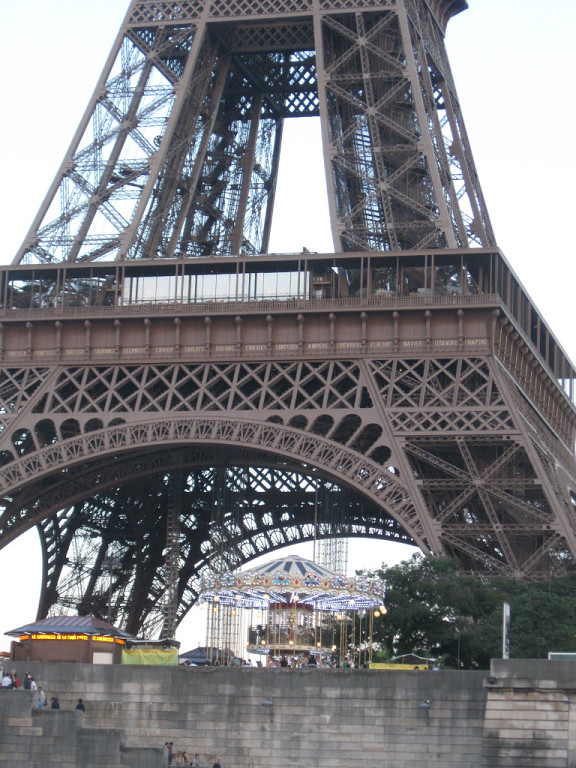
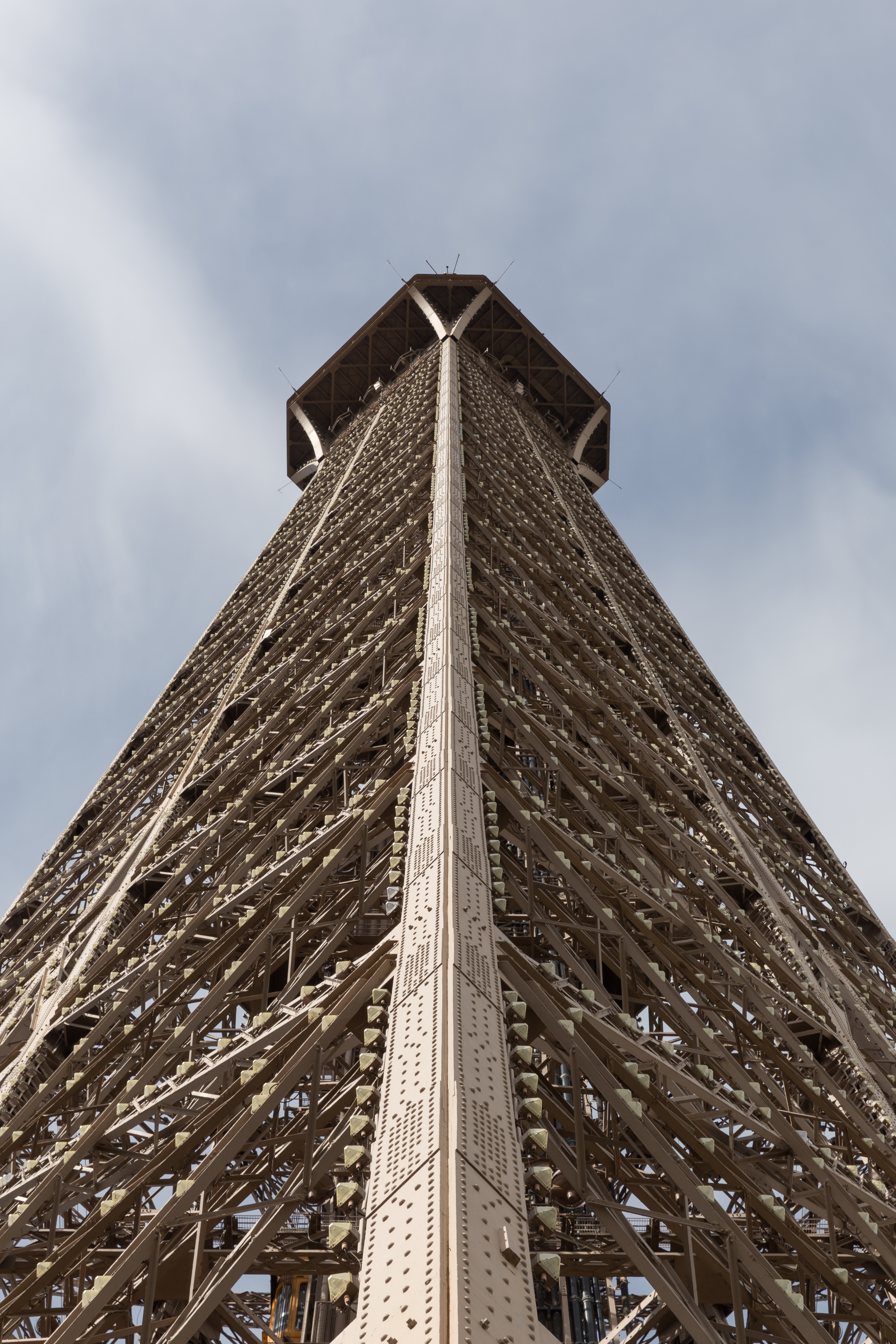
Вид на вершину башни с её второго этажа
Панорамный снимок с вершины башни
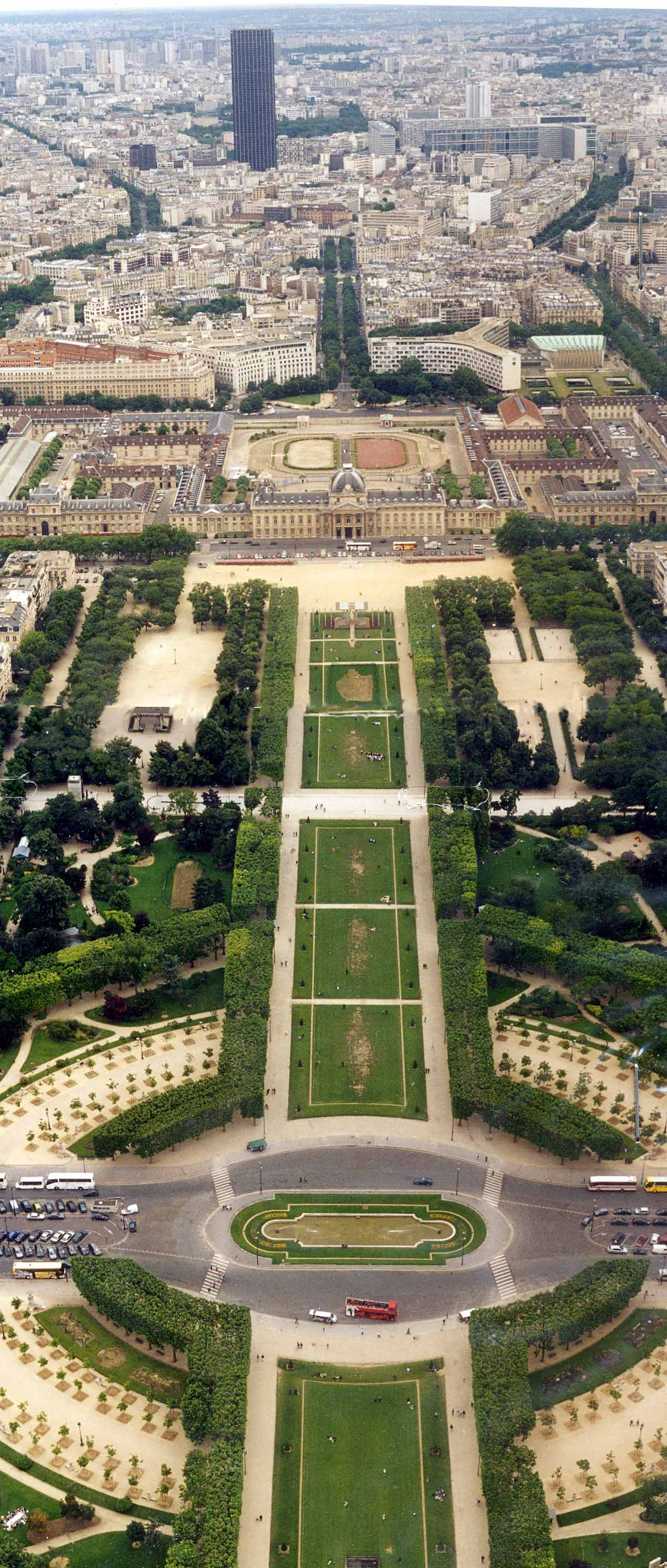
Вид на Марсово поле